# Biserica Adormirea Maicii Domnului din Șibot

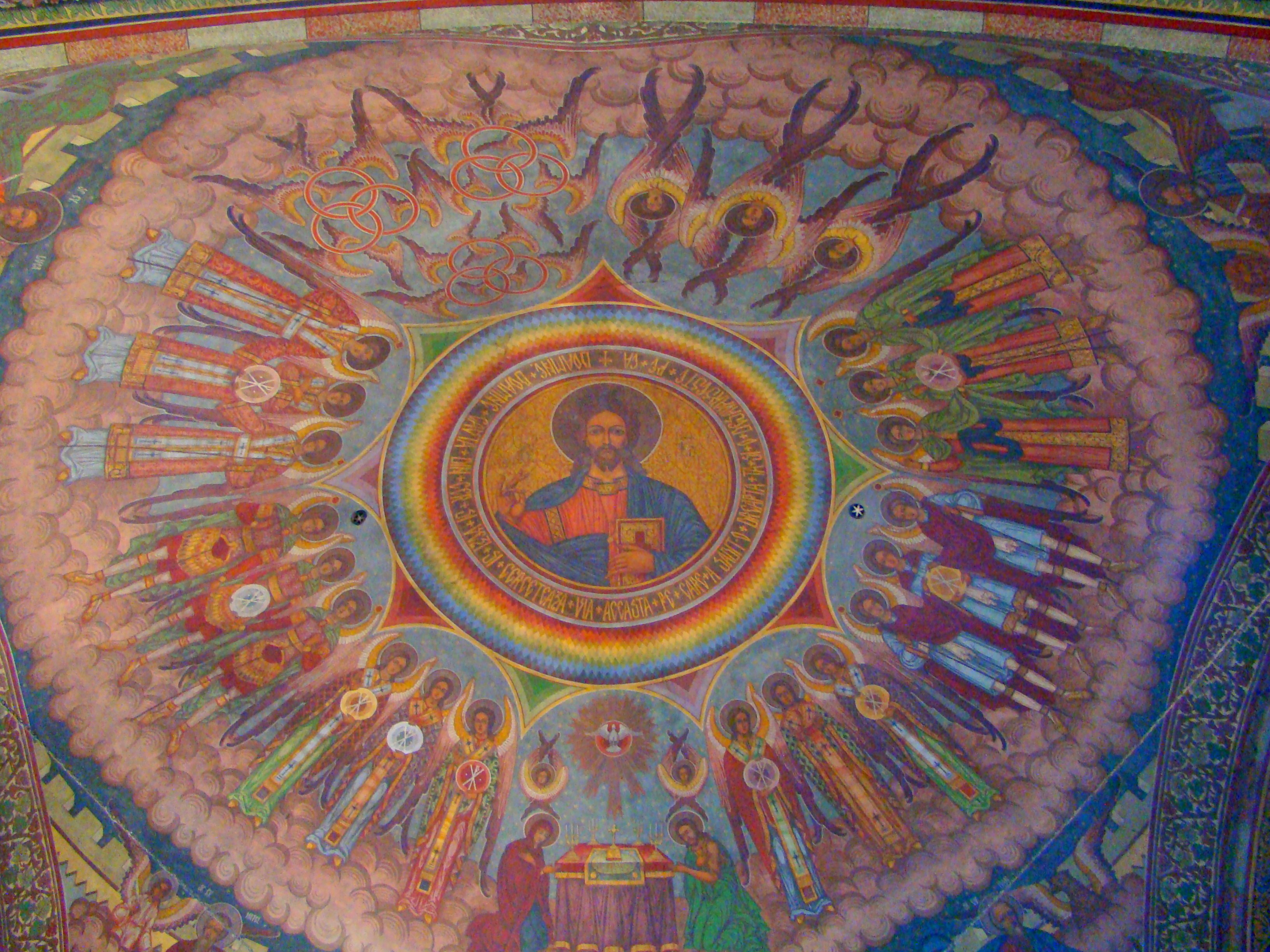
Pantocrator

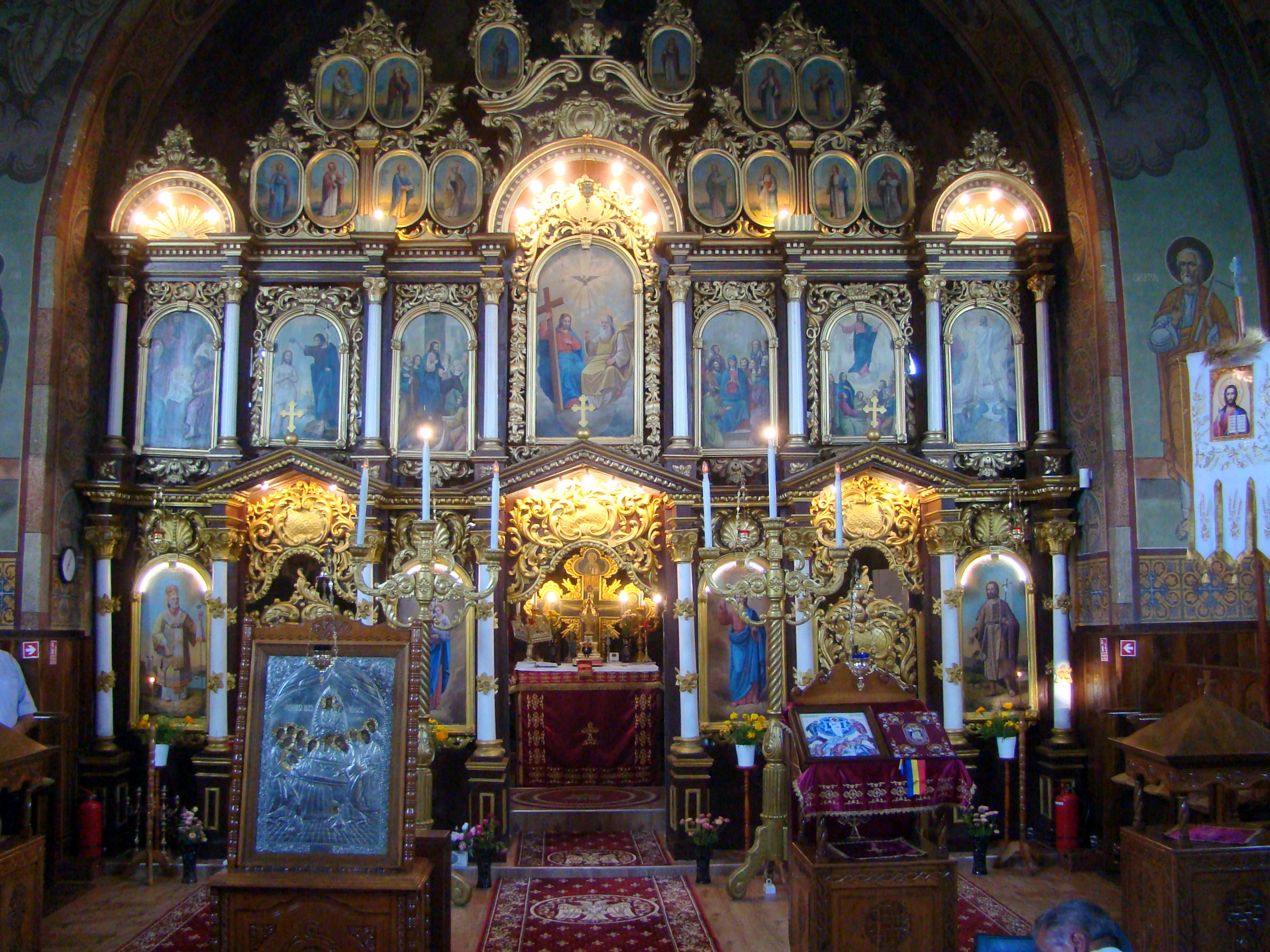
Iconostasul

Biserica Adormirea Maicii Domnului din Șibot este un monument istoric aflat pe teritoriul satului Șibot, comuna Șibot. În Repertoriul Arheologic Național, monumentul apare cu codul 7829.01.

## Istoric și trăsături
Lucrările la actuala biserică, a treia construcție a parohiei ortodoxe din Șibot, au început în 1826, sub păstorirea preotului Avram Viorel și au durat până în 1935. O inscripție pe o placă de piatră, încadrată în zidul exterior de piatră al navei, poate fi asociată cu începutul construcției, meșterii sau ctitorii bisericii: „În 1836, noemvrie în 8 zile, Toma”. Alte informații îi menționează pe „Ioan Miclea, Toma Miclea, Ioan Pădure-Puiu, Toma Moisă și Toma Viorel a Ilenii” ca lucrători la edificarea bisericii.
Iconostasul datează din 1904, fiind sculptat în stil baroc de Ioan și fiul său Aurel Cotârlea din Oravița, și pictat în stil neobizantin de Matei Filip din Bocșa Montană, sub păstorirea preotului Simeon Secărea. Turnul bisericii a fost ridicat între 1912-1913, datorită donațiilor parohienilor, și tot din donații biserica a fost înzestrată cu clopote noi în 1923. Pictura bisericii a fost realizată în două etape: naosul între anii 1958-1959, iar altarul și tinda bisericii au fost pictate în 1974-1975, în frescă.
Monumentală ca proporții în ansamblul ei, biserica se distinge prin originalitatea soluțiilor constructive întâlnite la fiecare dintre componentele de bază. Este alcătuită dintr-un foișor cu coloane, pronaos, naos, altar, absidă poligonală. Naosul are forma unui dreptunghi, fără nave laterale sau transept. Tavanul naosului este boltit în formă clasică de stil romanic și este o boltă în formă de leagăn. Intrarea în biserică se face printr-un foișor de dată mai recentă, care are pe latura din față a intrării trei deschideri de boltă pe coloane. 
Este un edificiu cu dimensiuni ample, 28 m lungime și 20 m lățime, cu o arhitectură deosebită, datorită participării  la lucrările de construcție, alături de localnici, a unor lucrători italieni angajați la calea ferată din zonă.

## Imagini din exterior

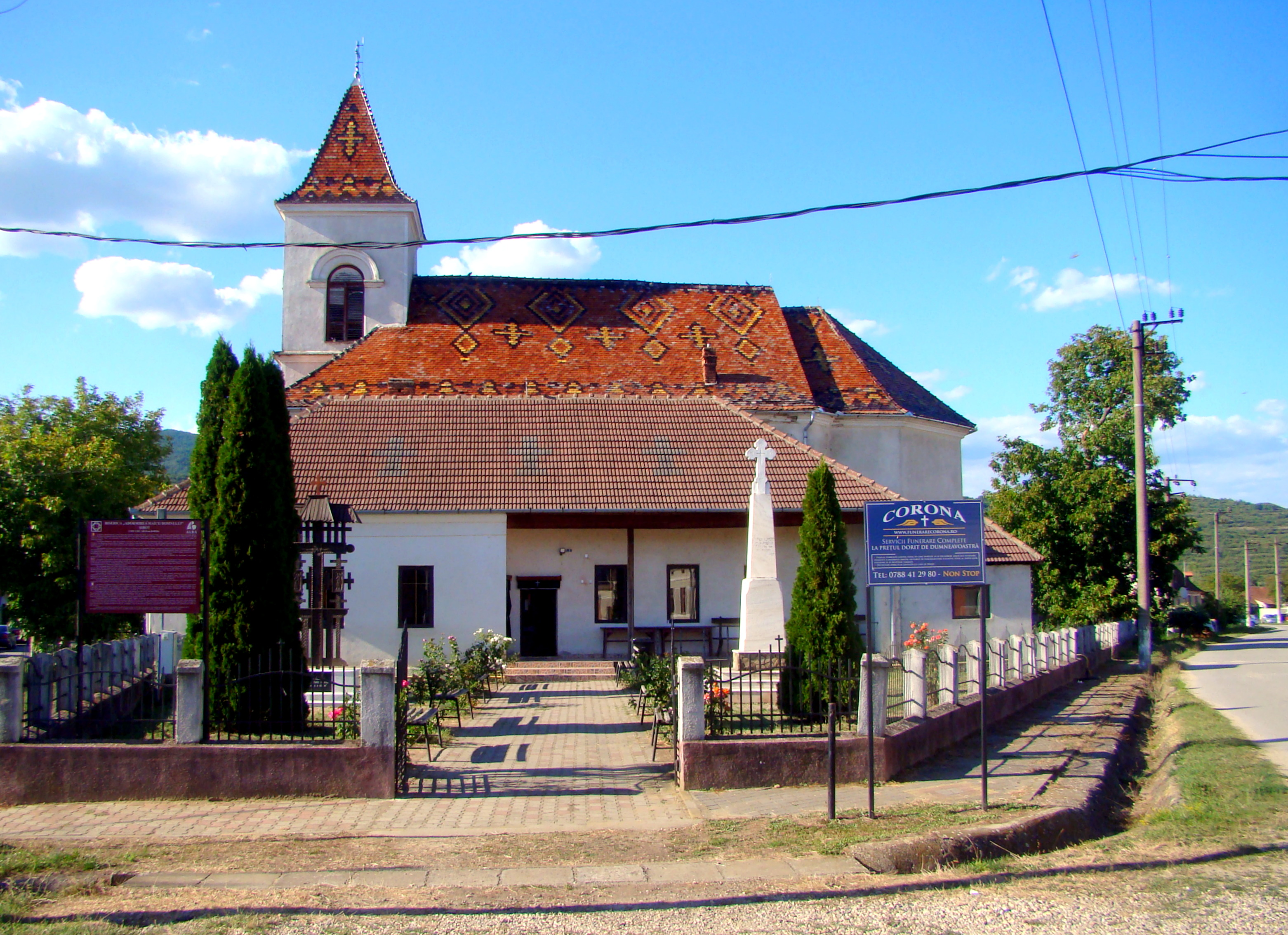
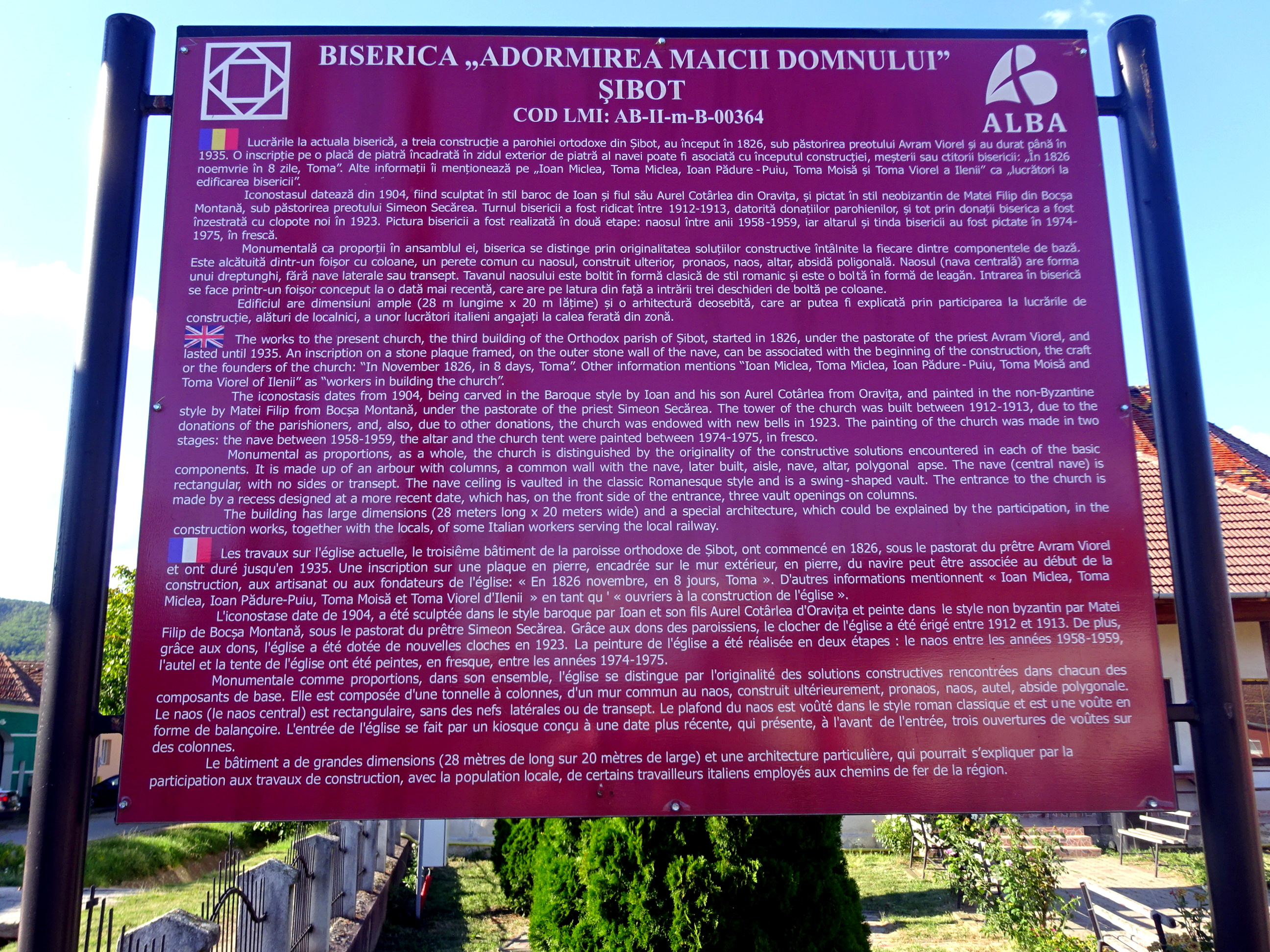
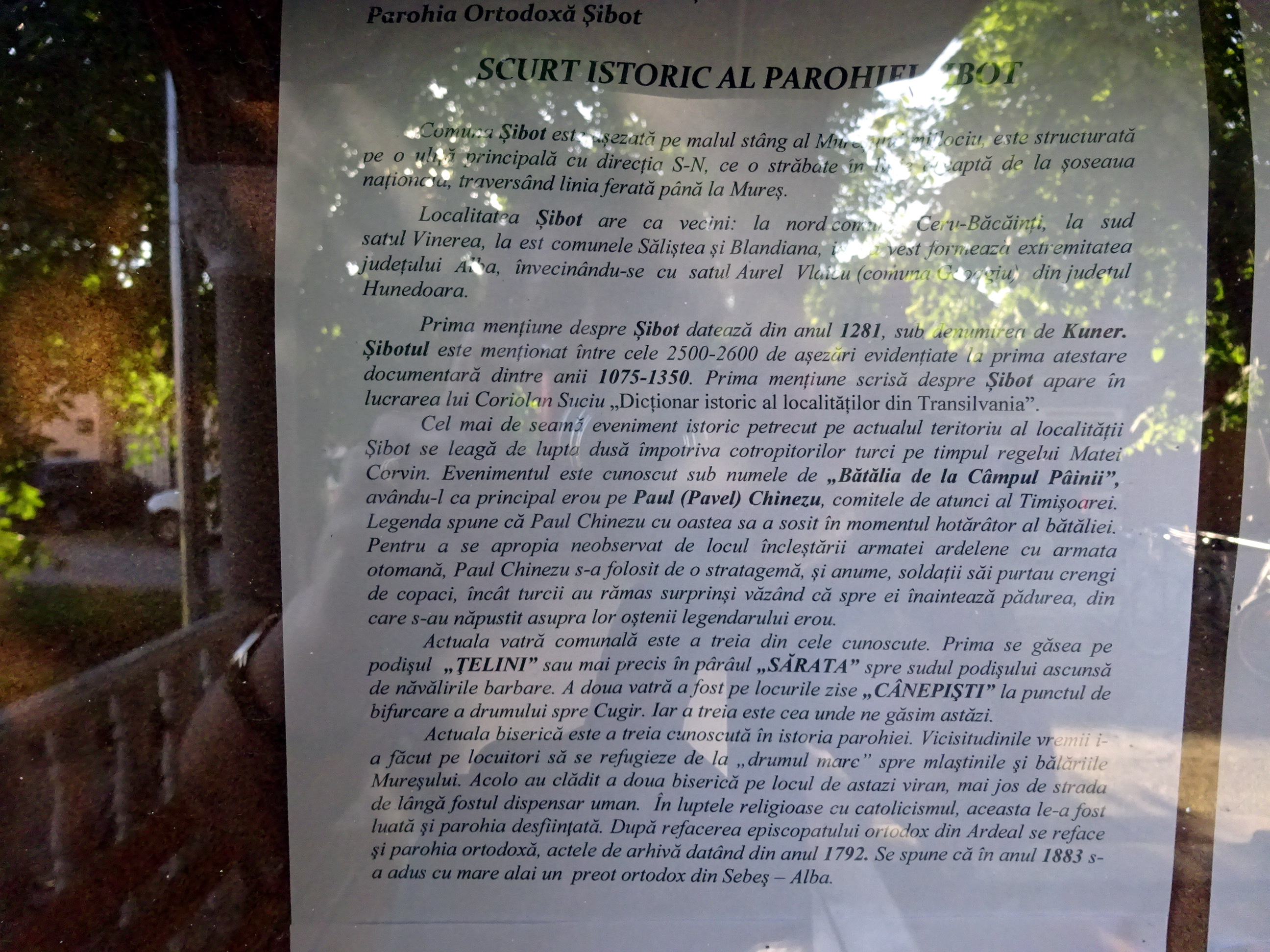
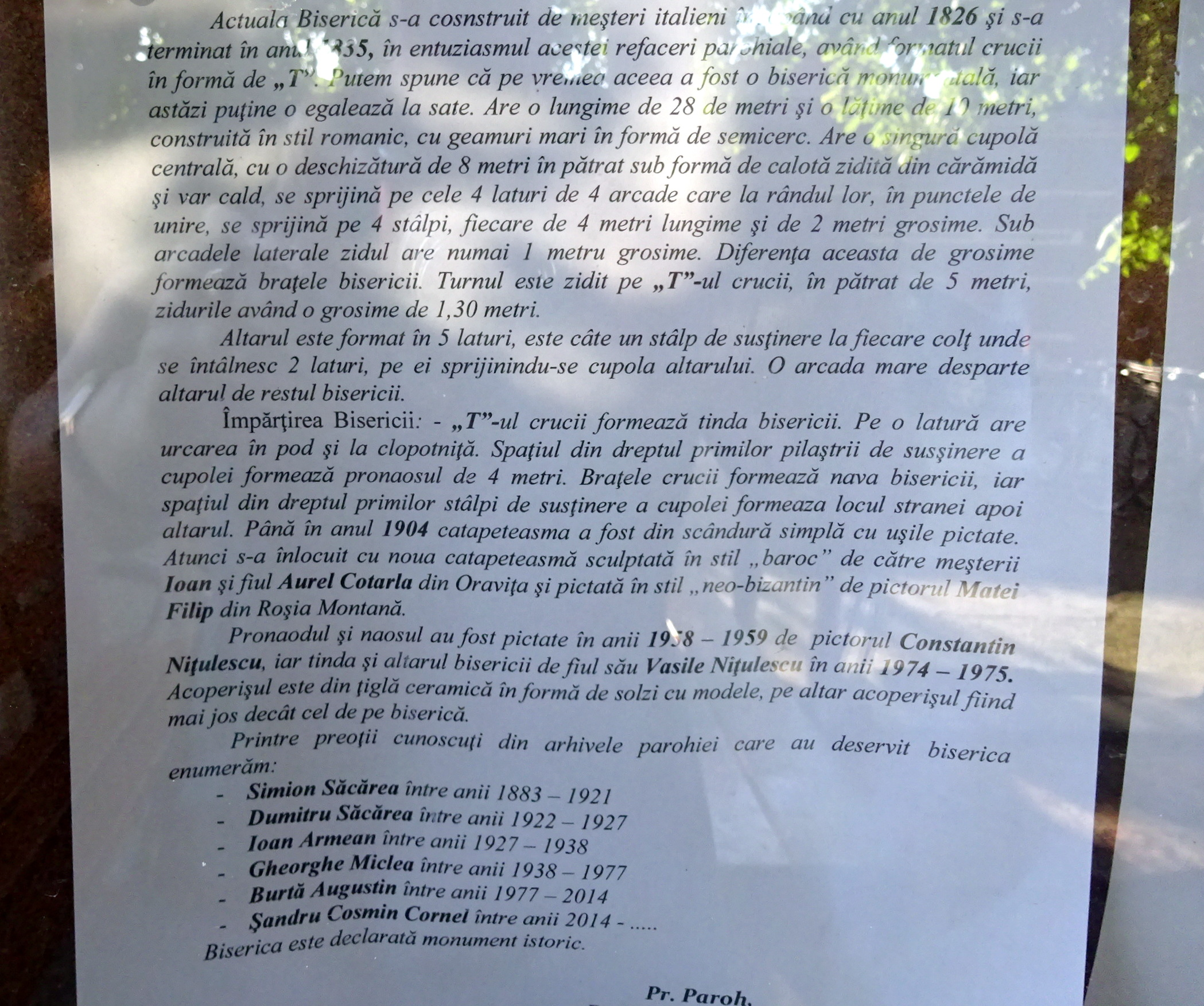
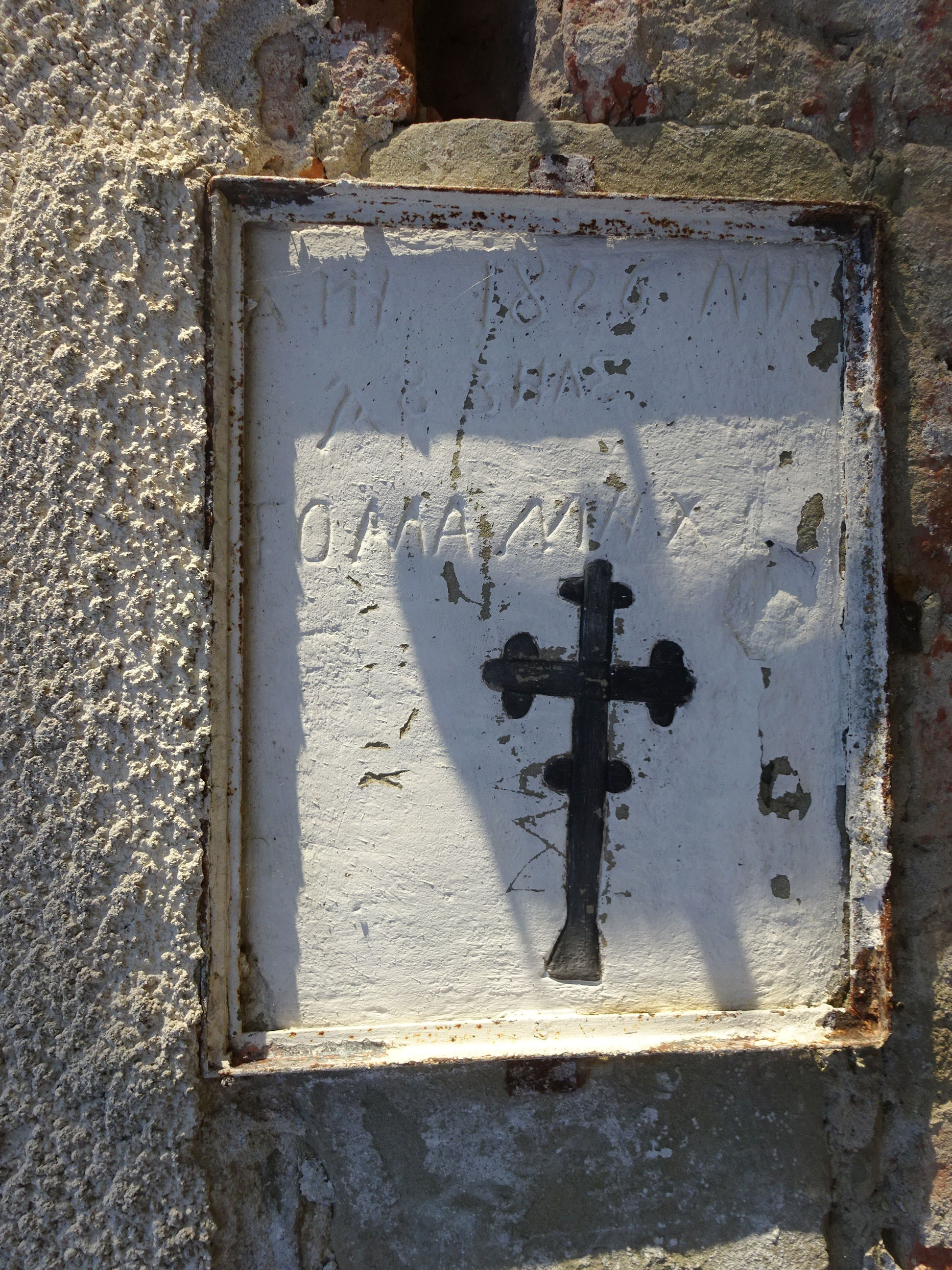
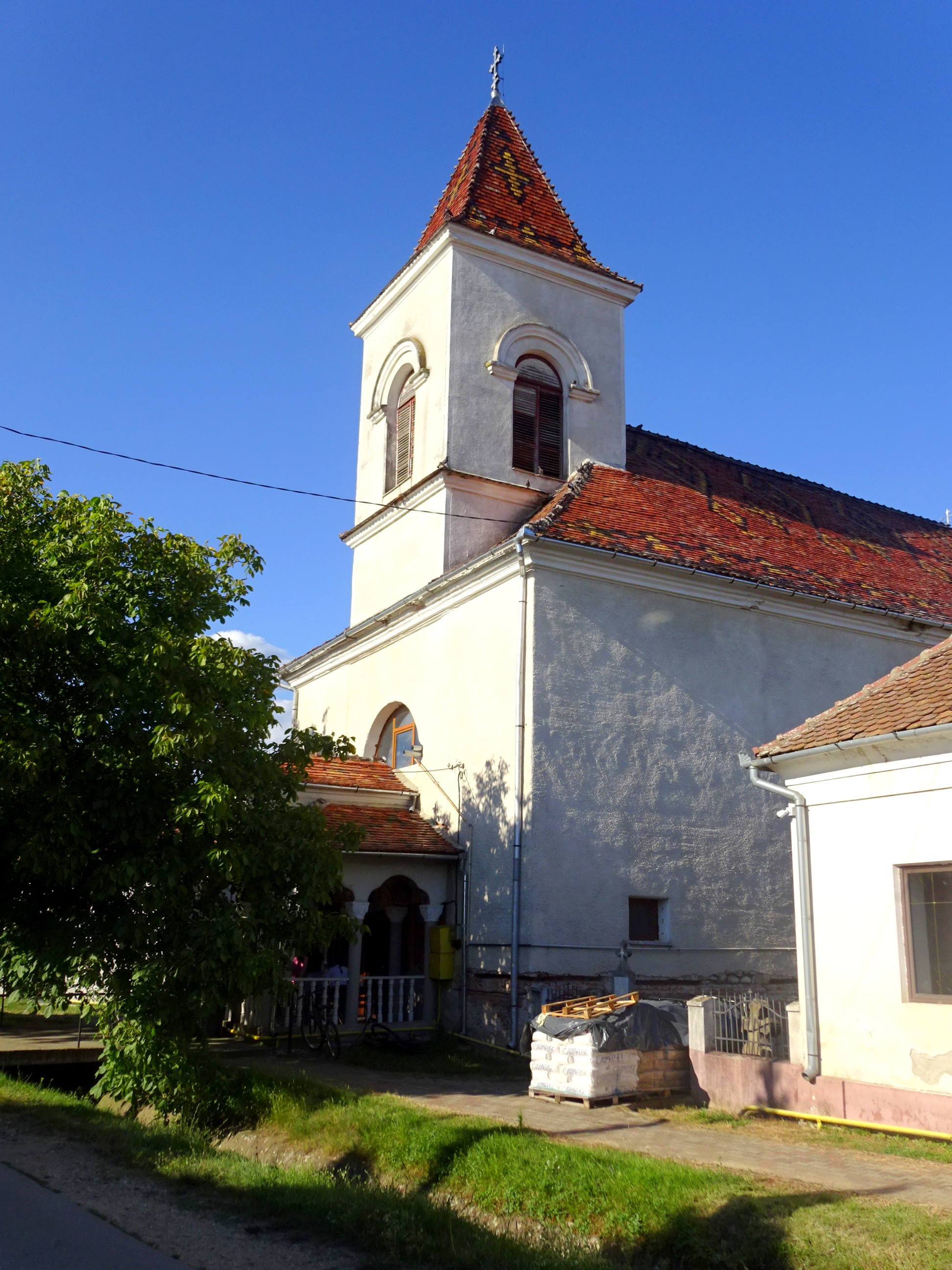
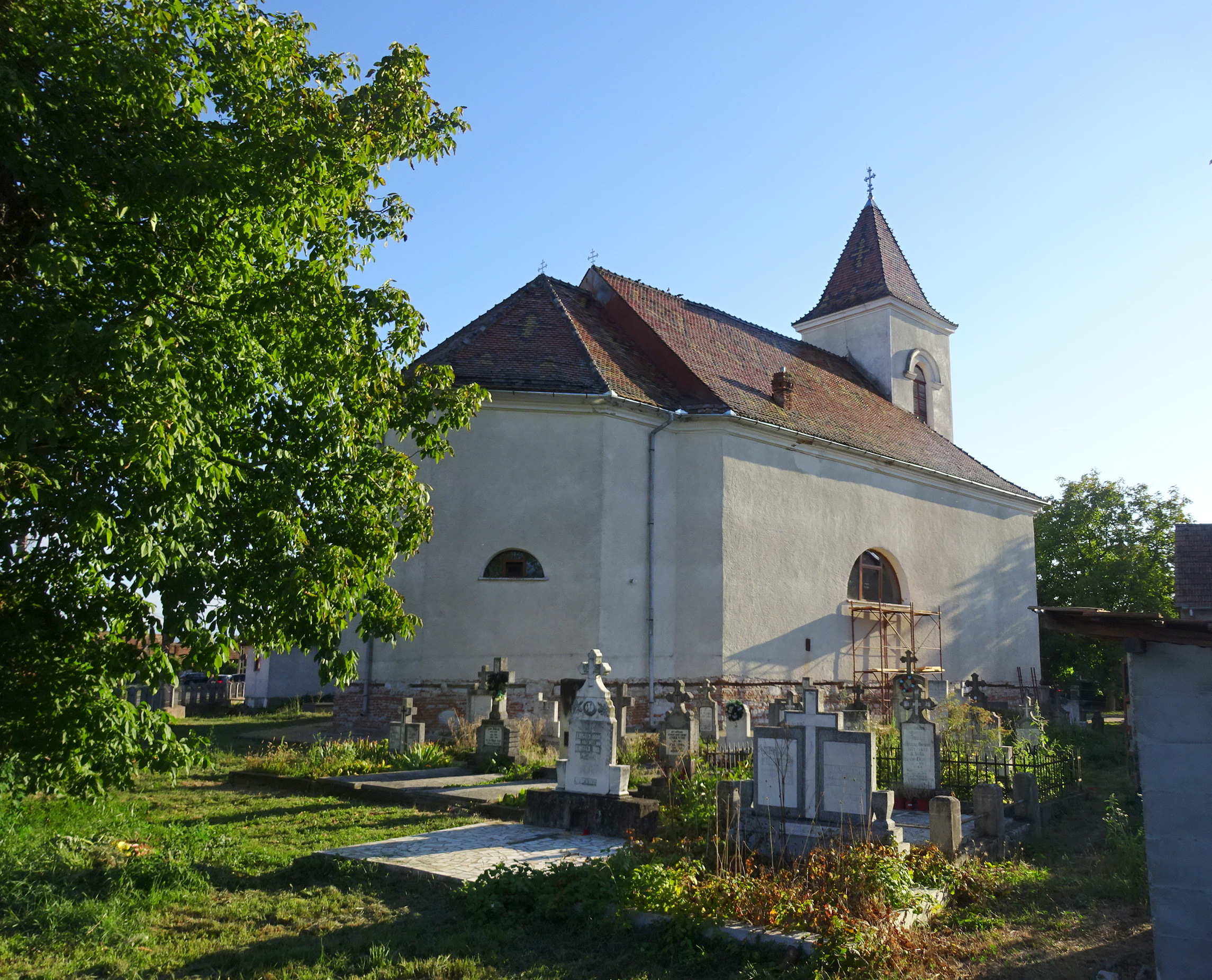
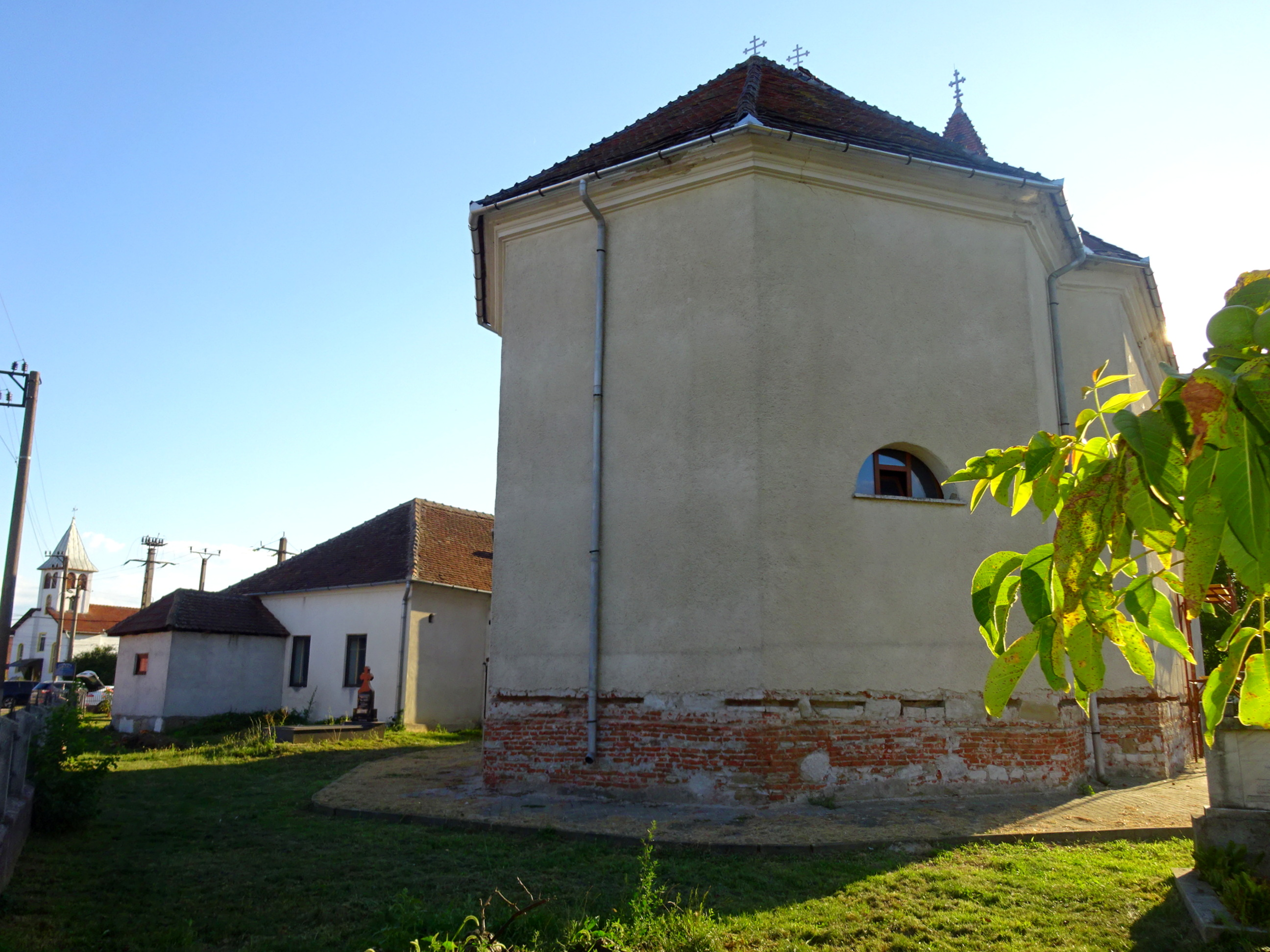
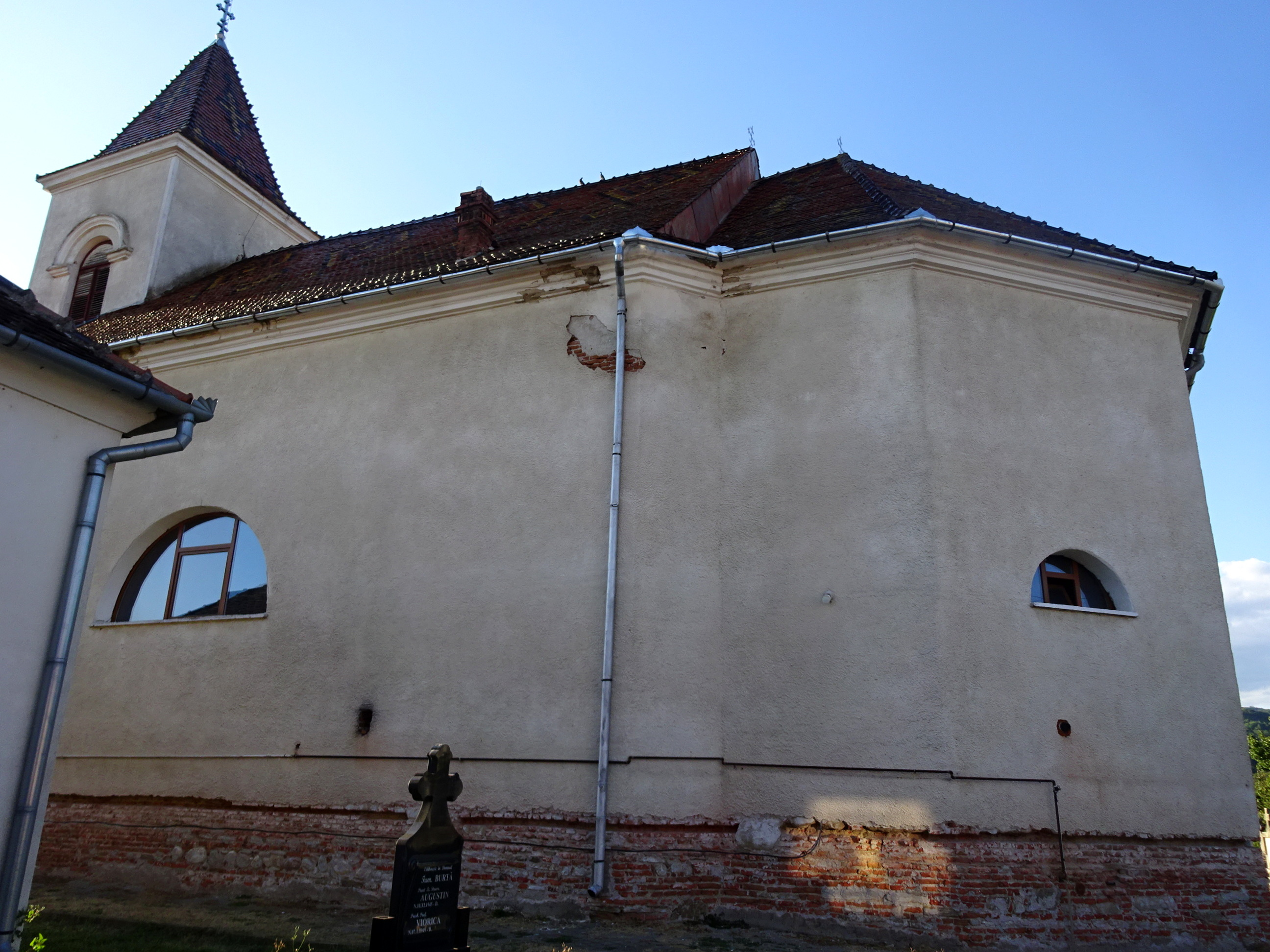
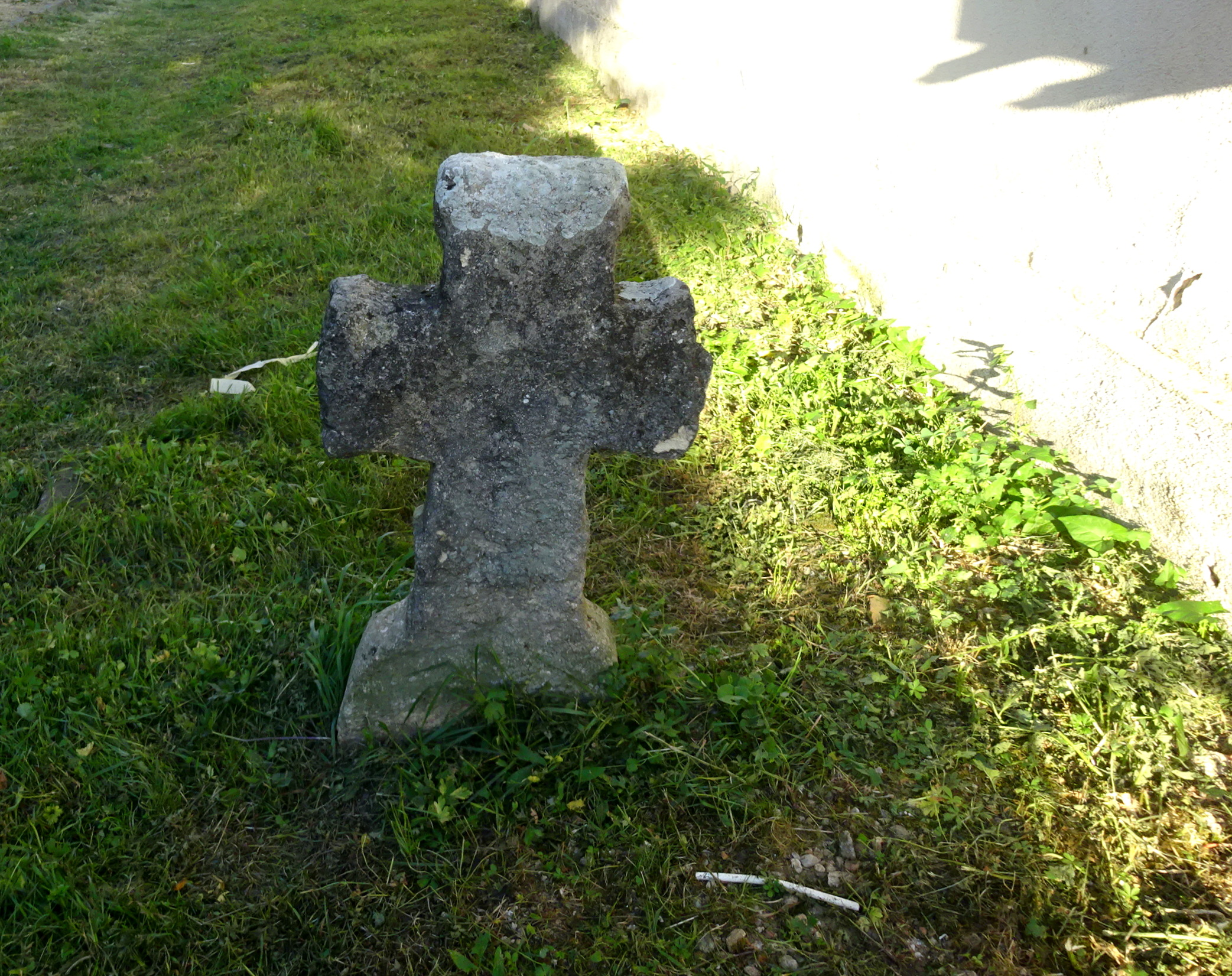
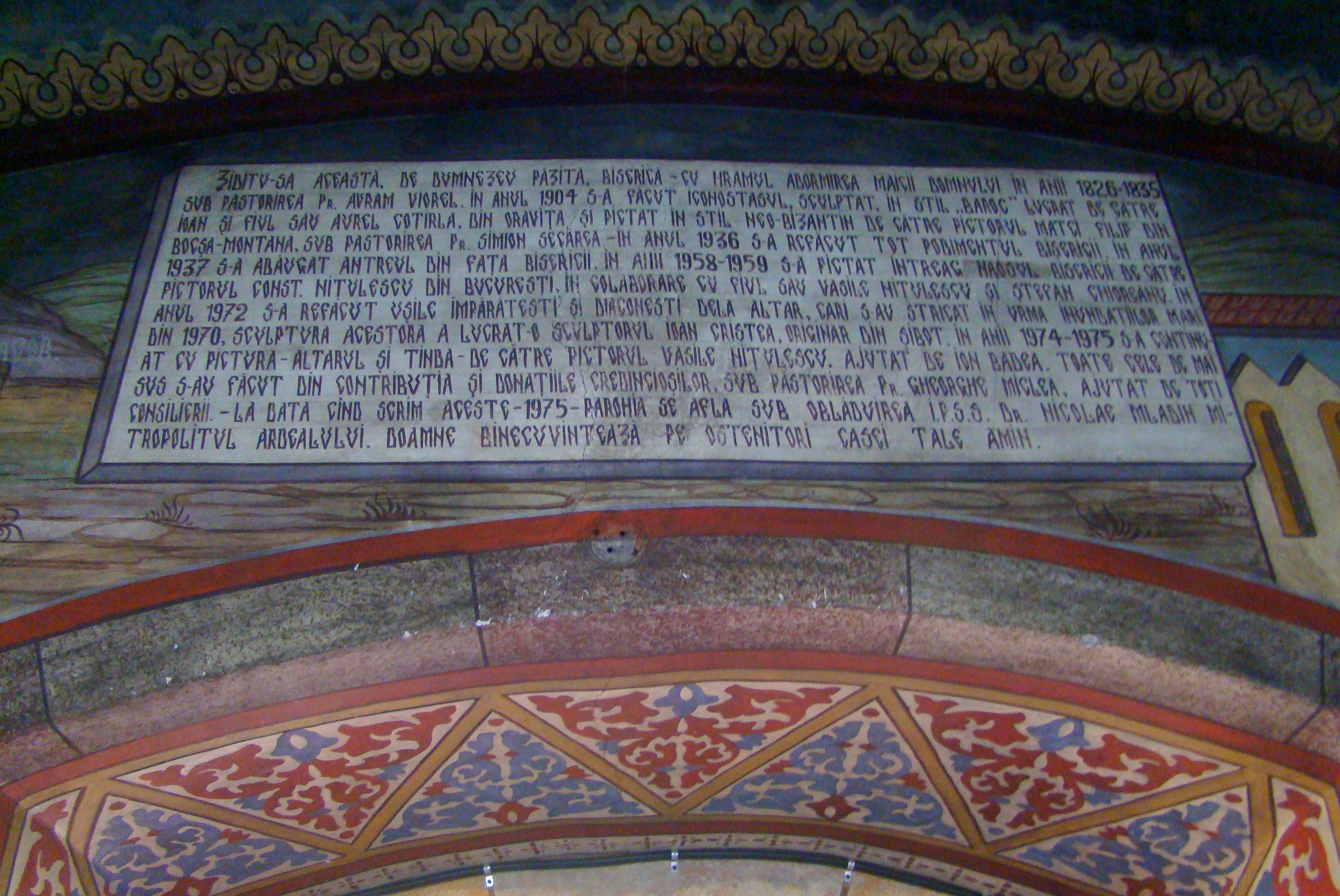
Pisania bisericii
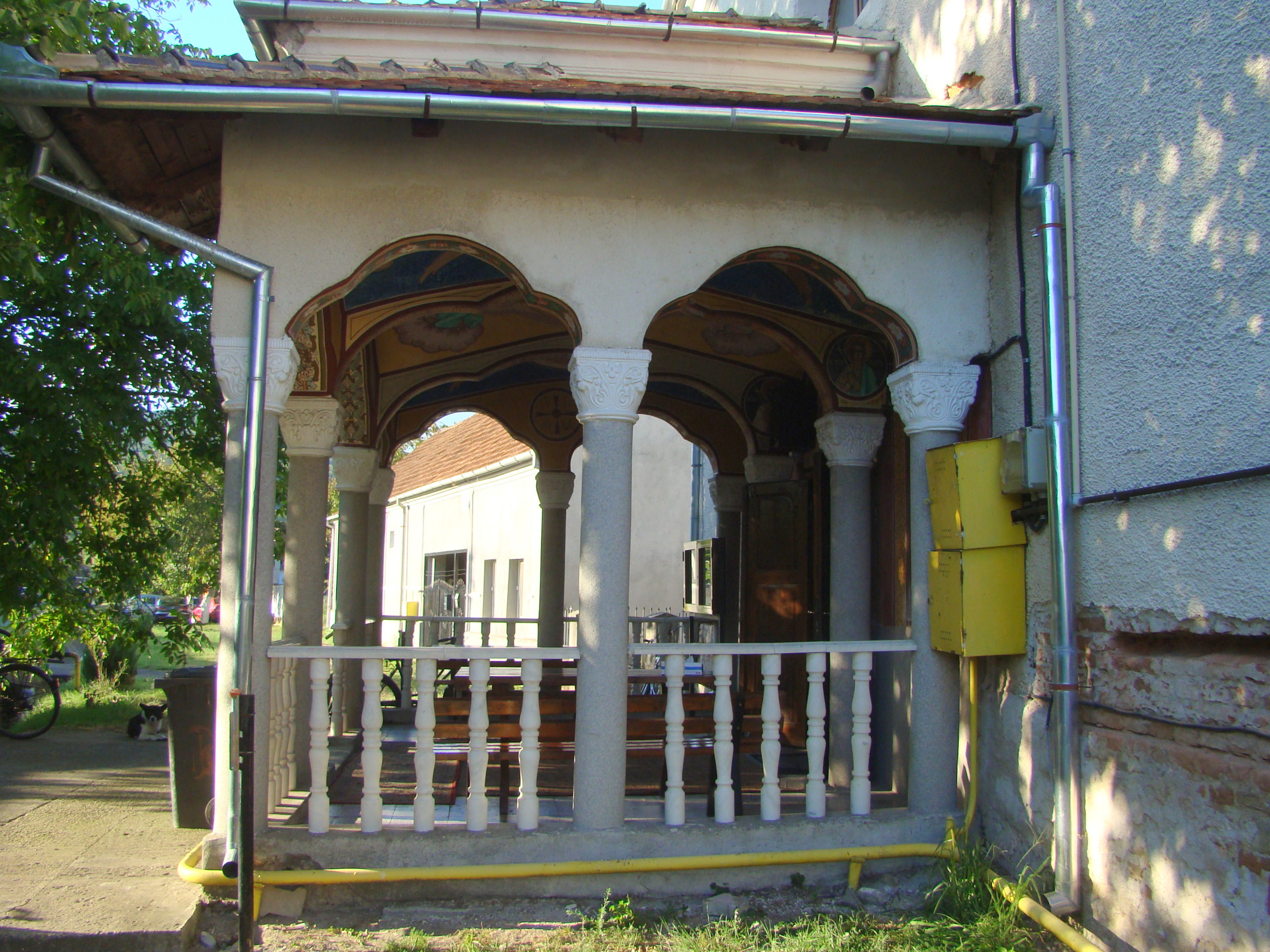
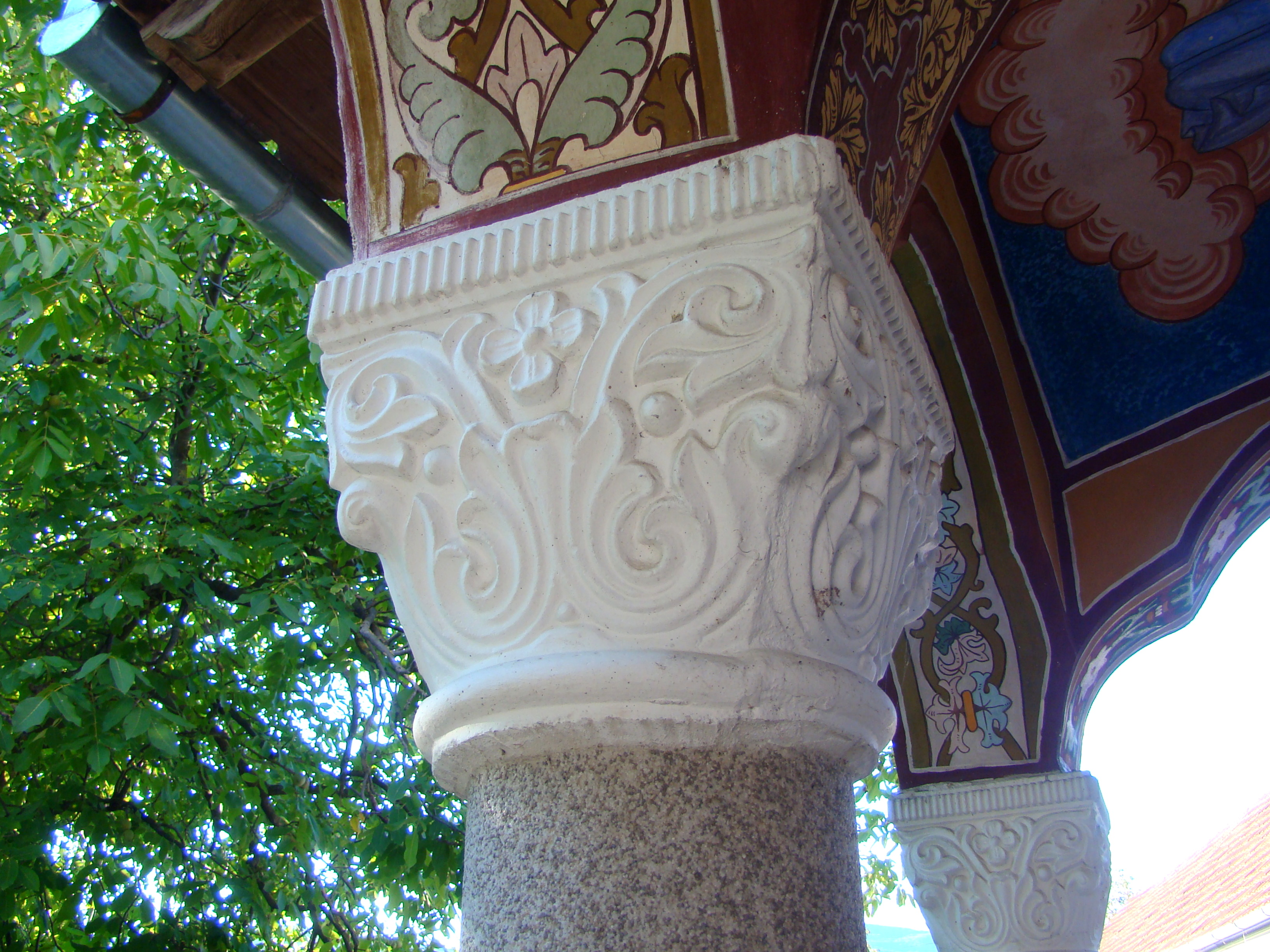
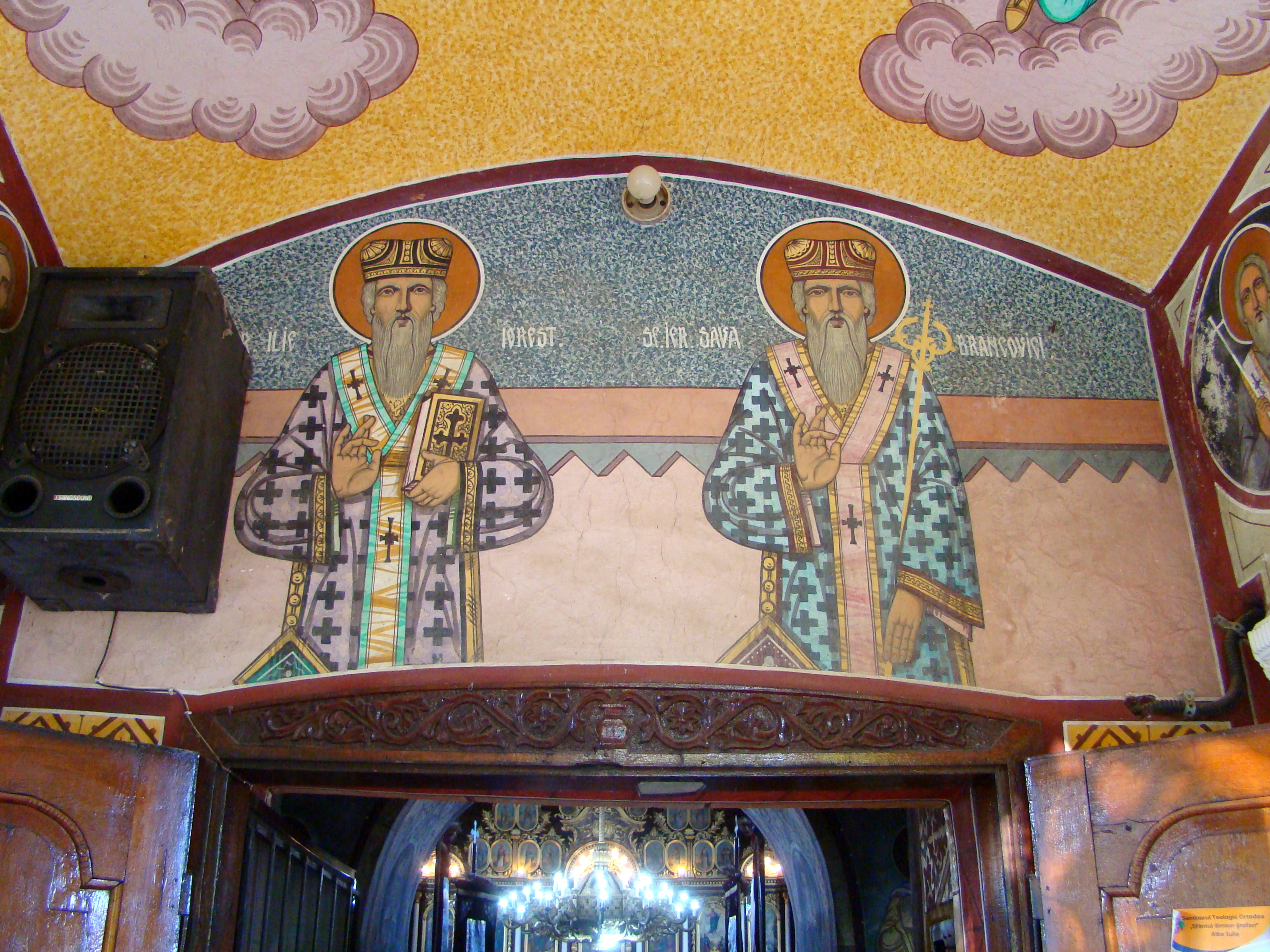
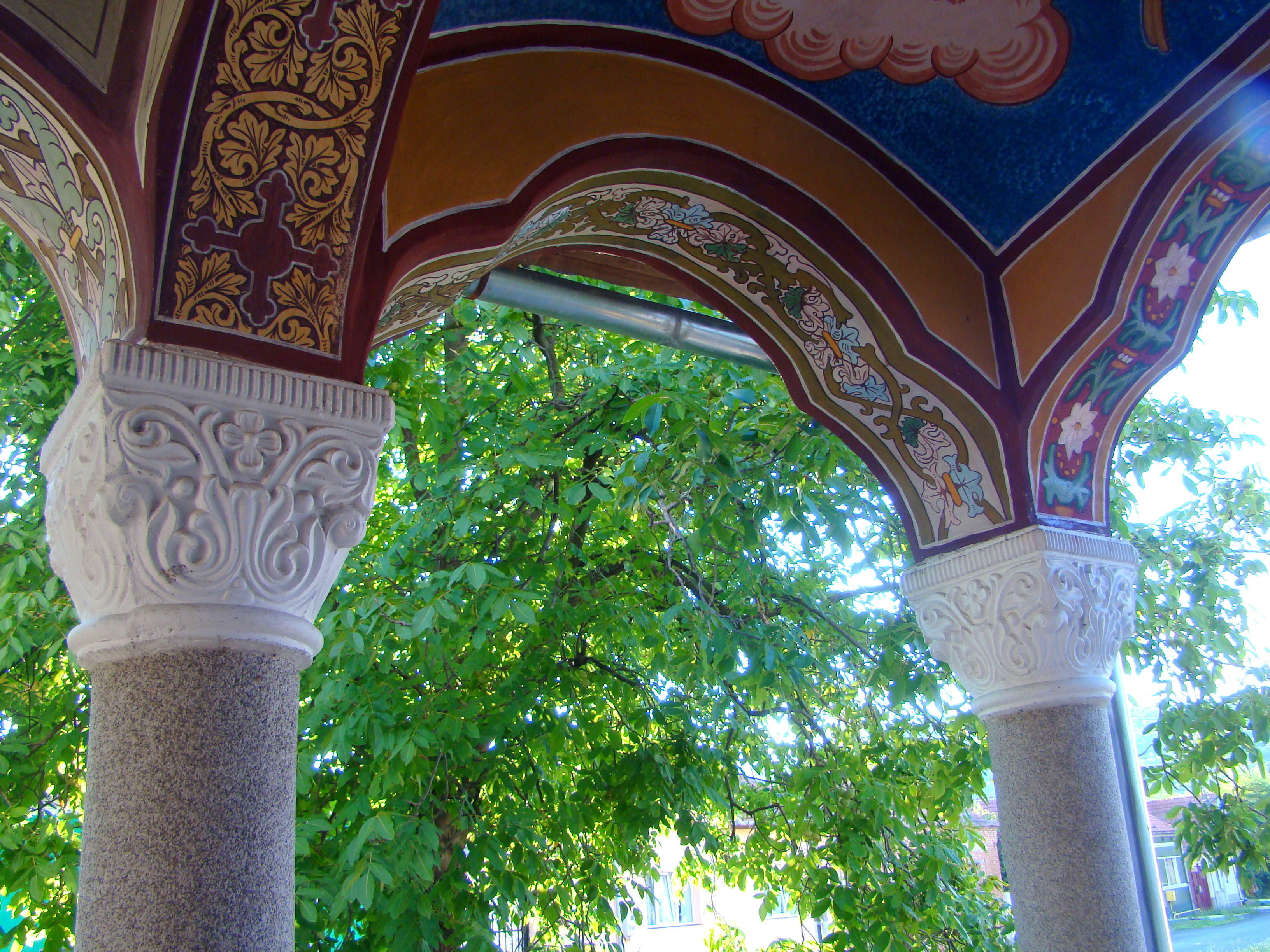
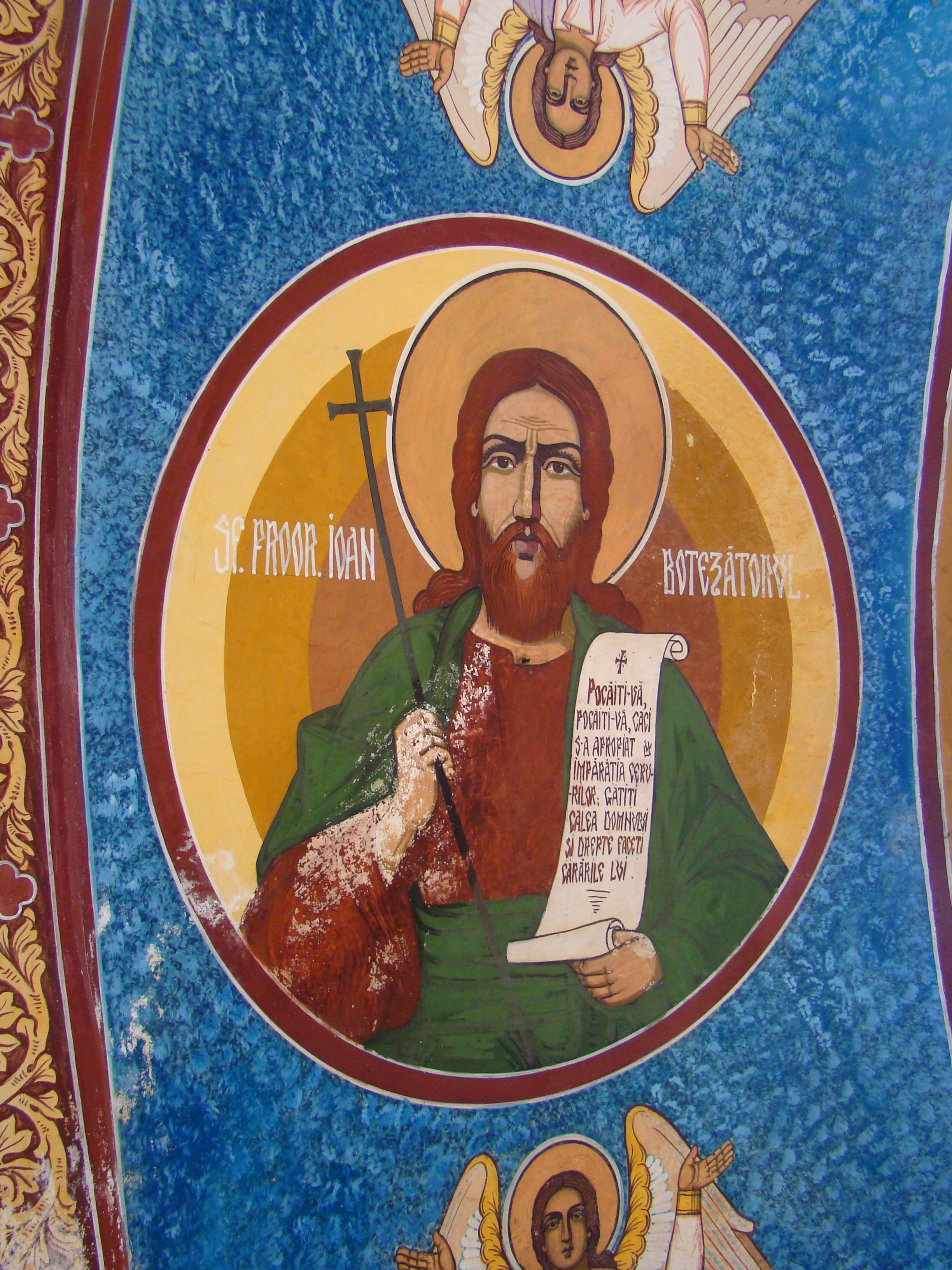
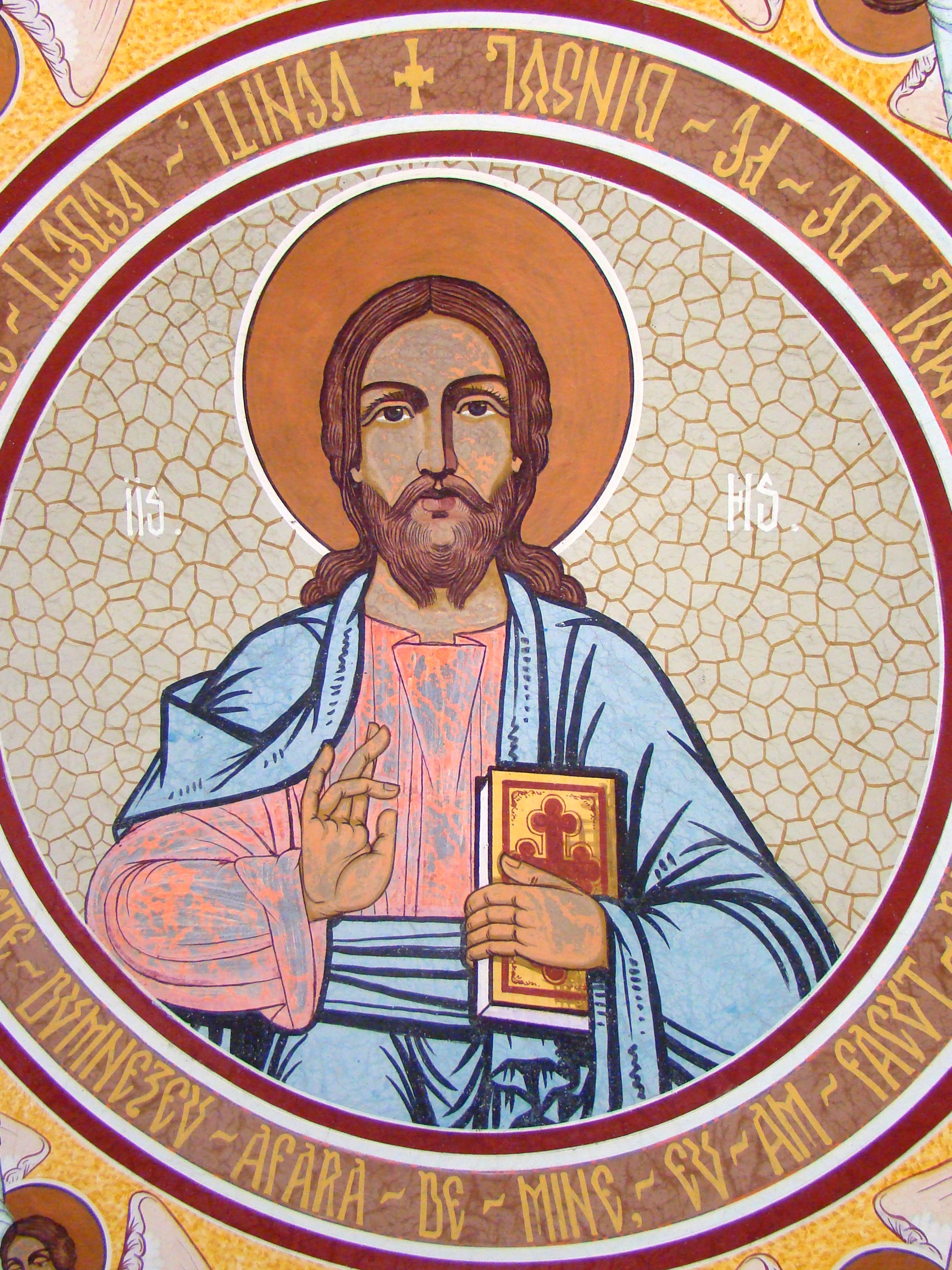
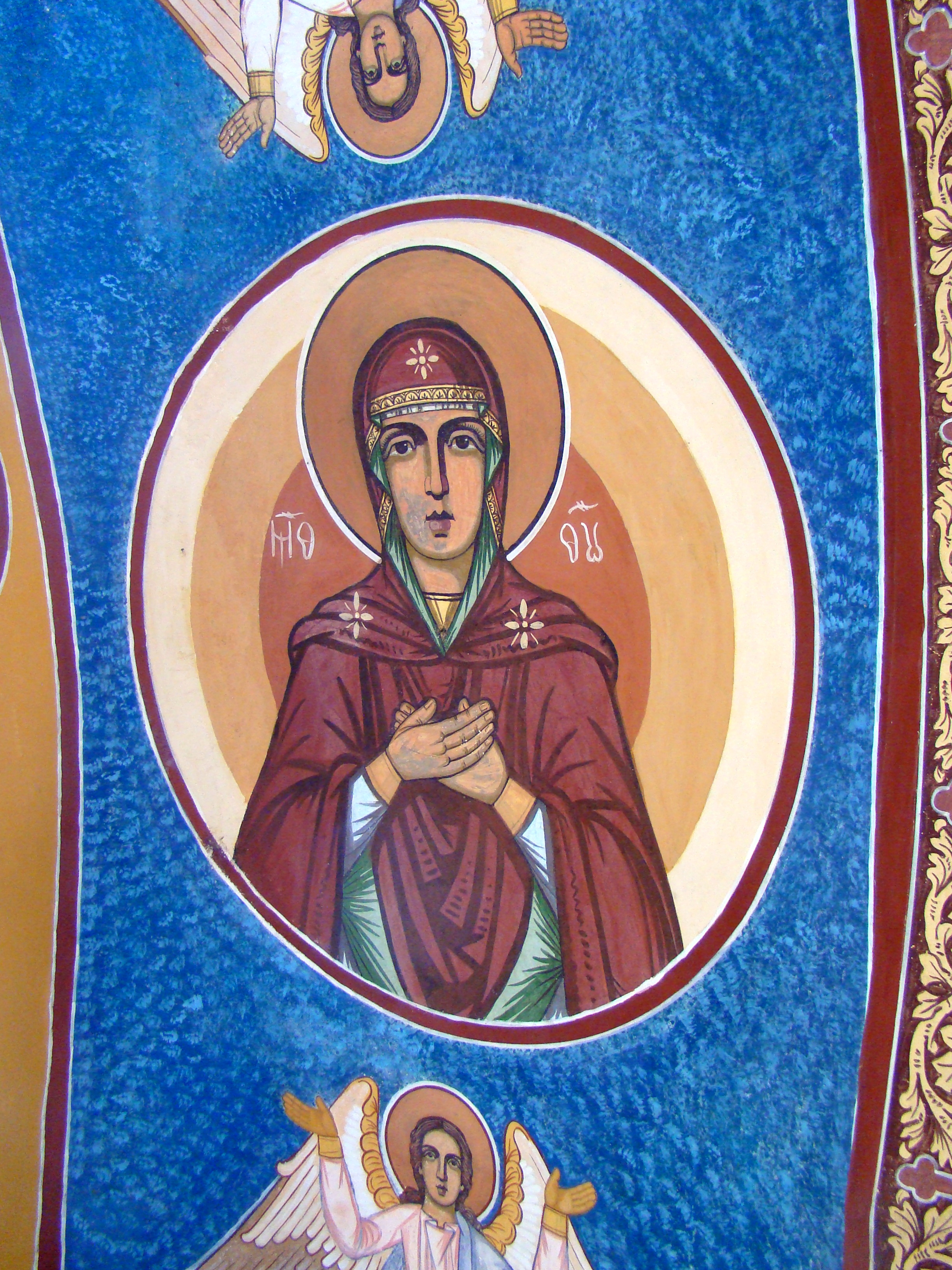
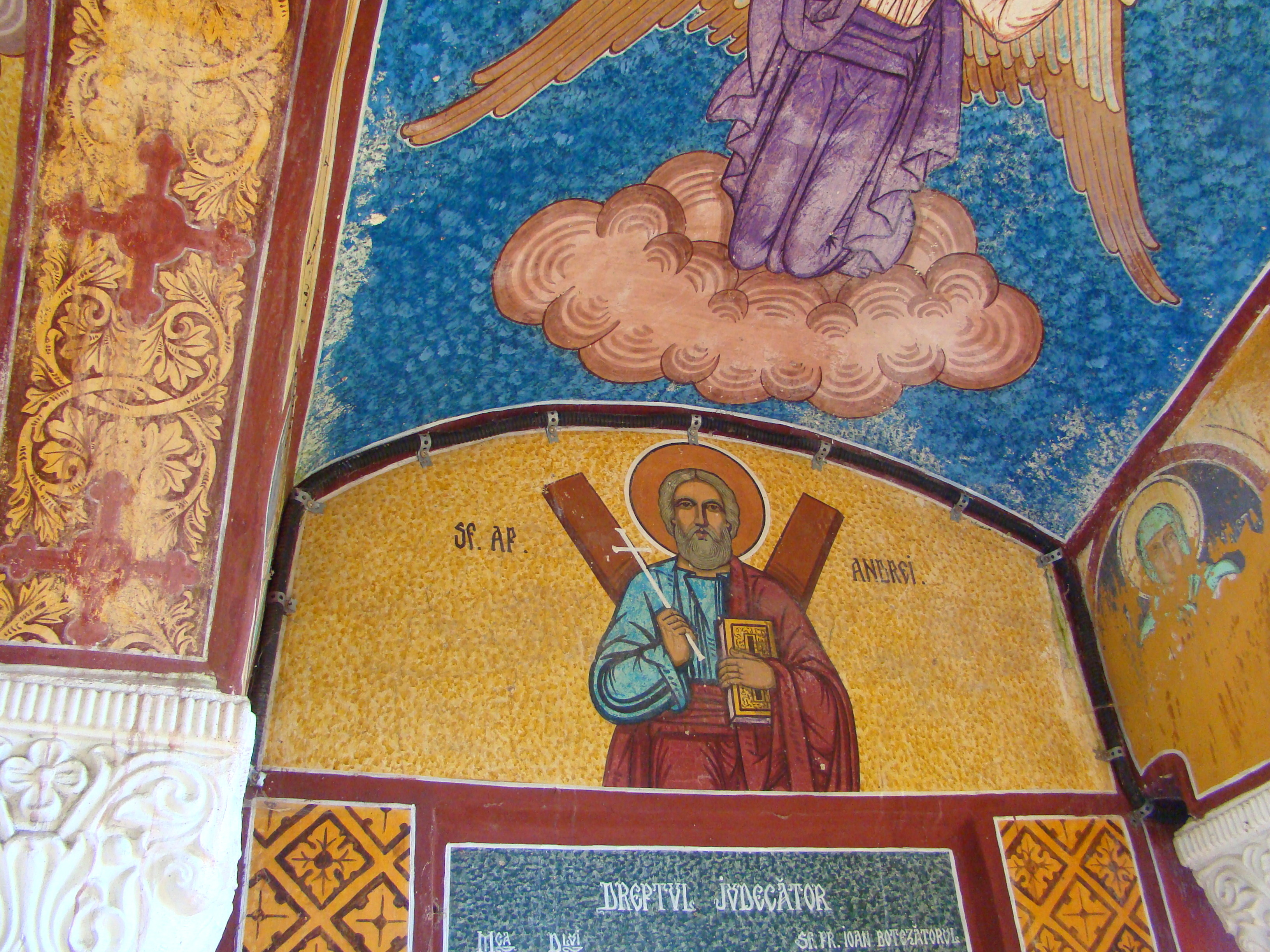
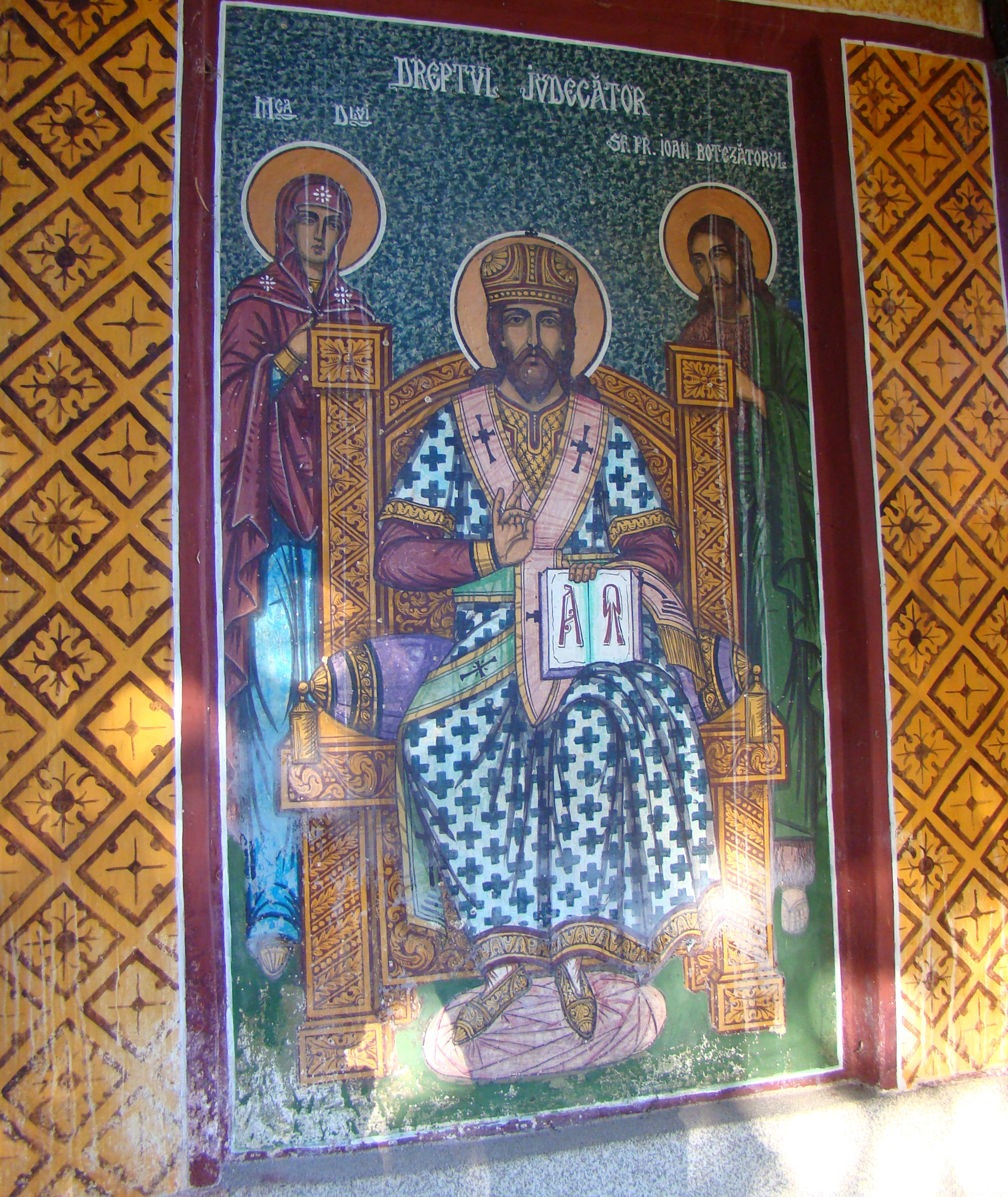

## Imagini din interior

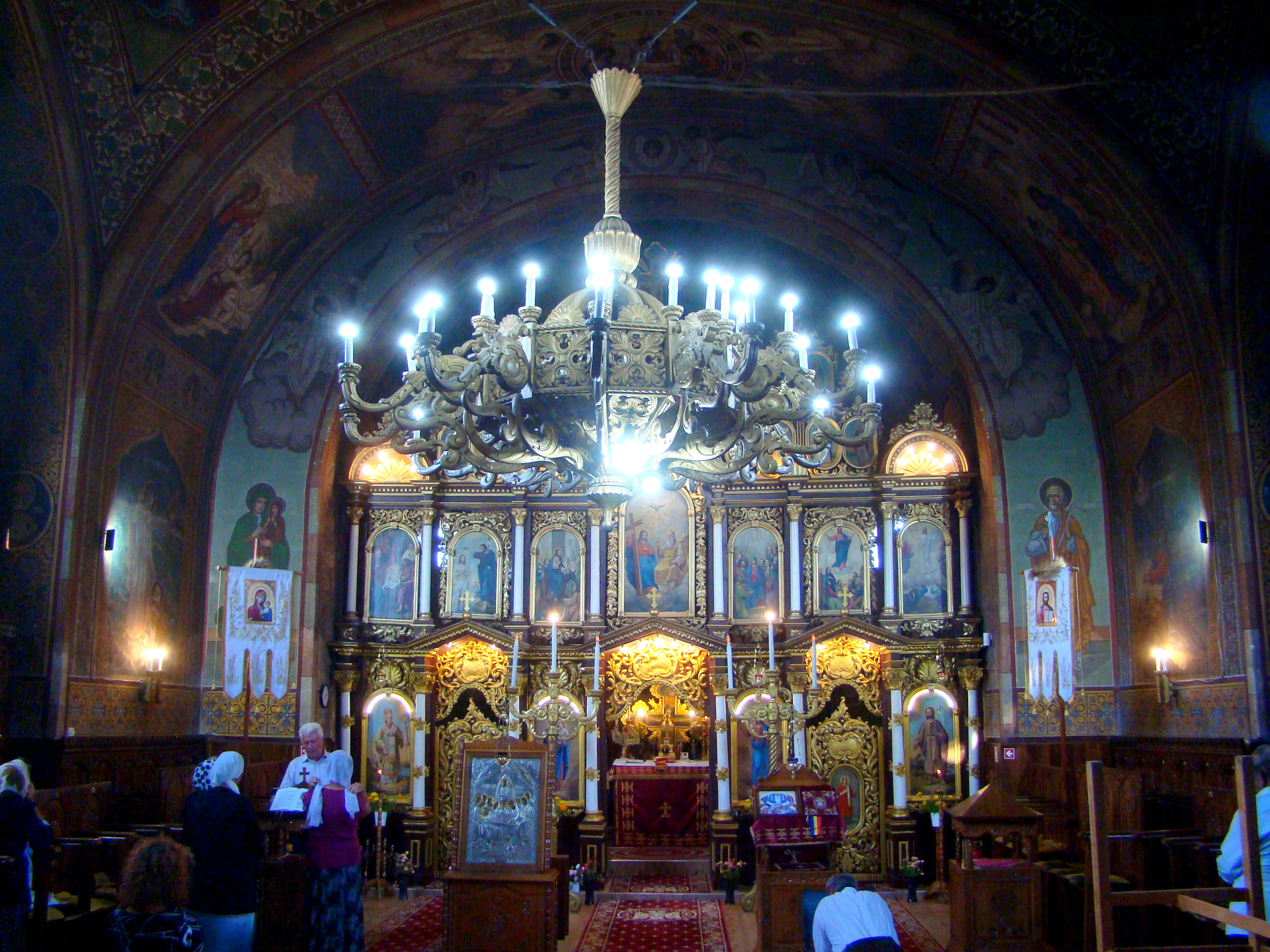
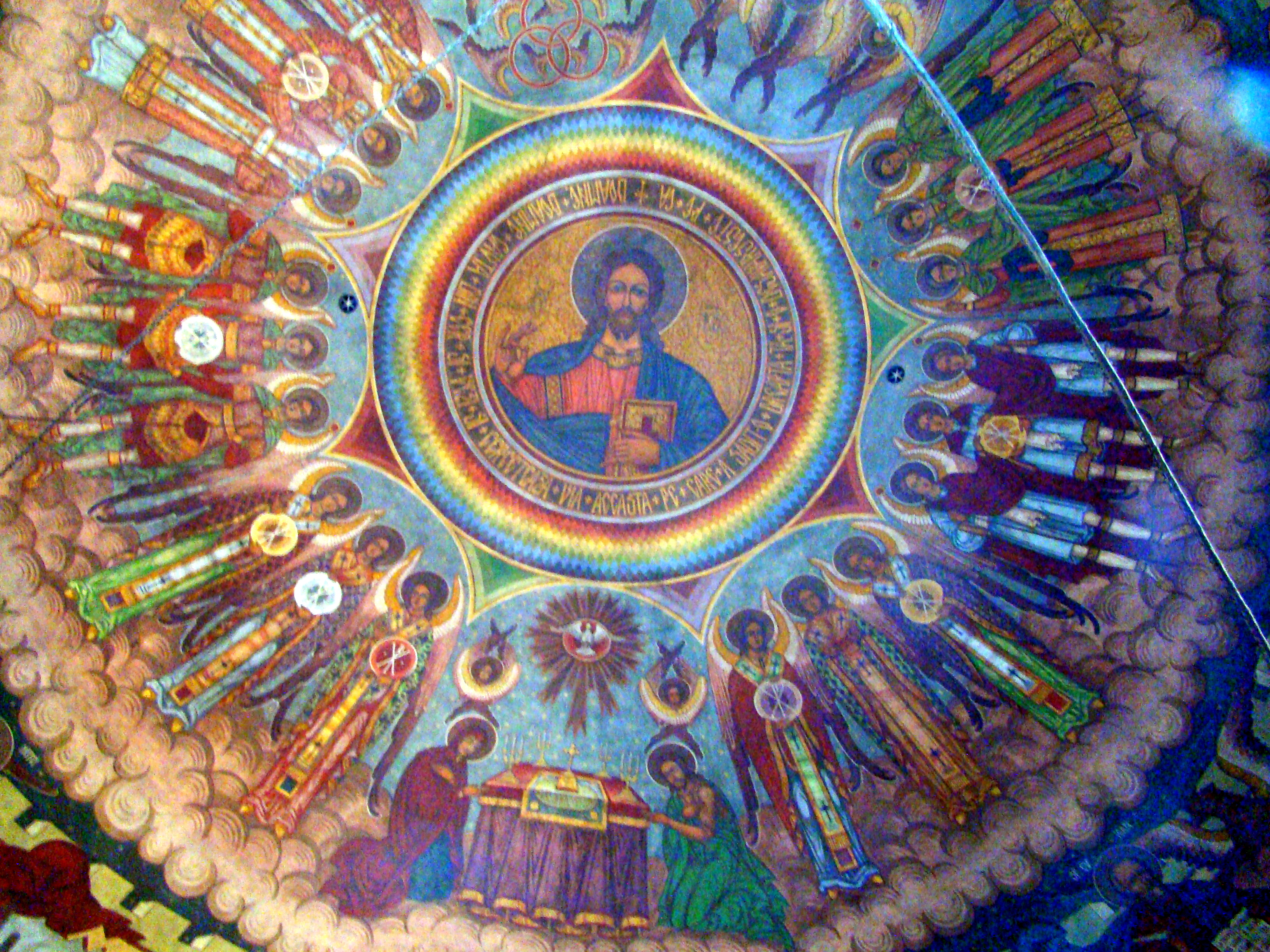
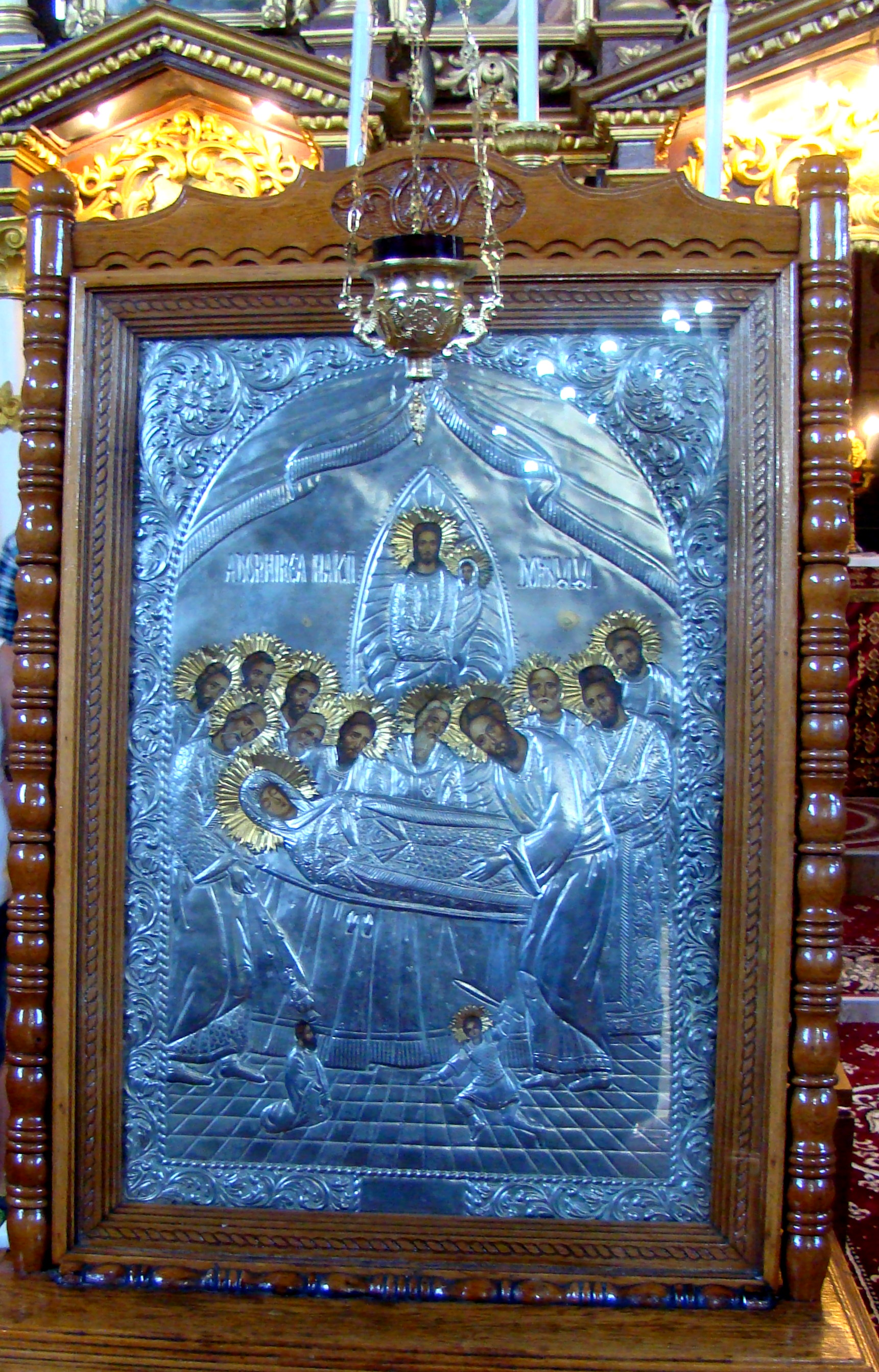
Icoana de hram:  Adormirea Maicii Domnului
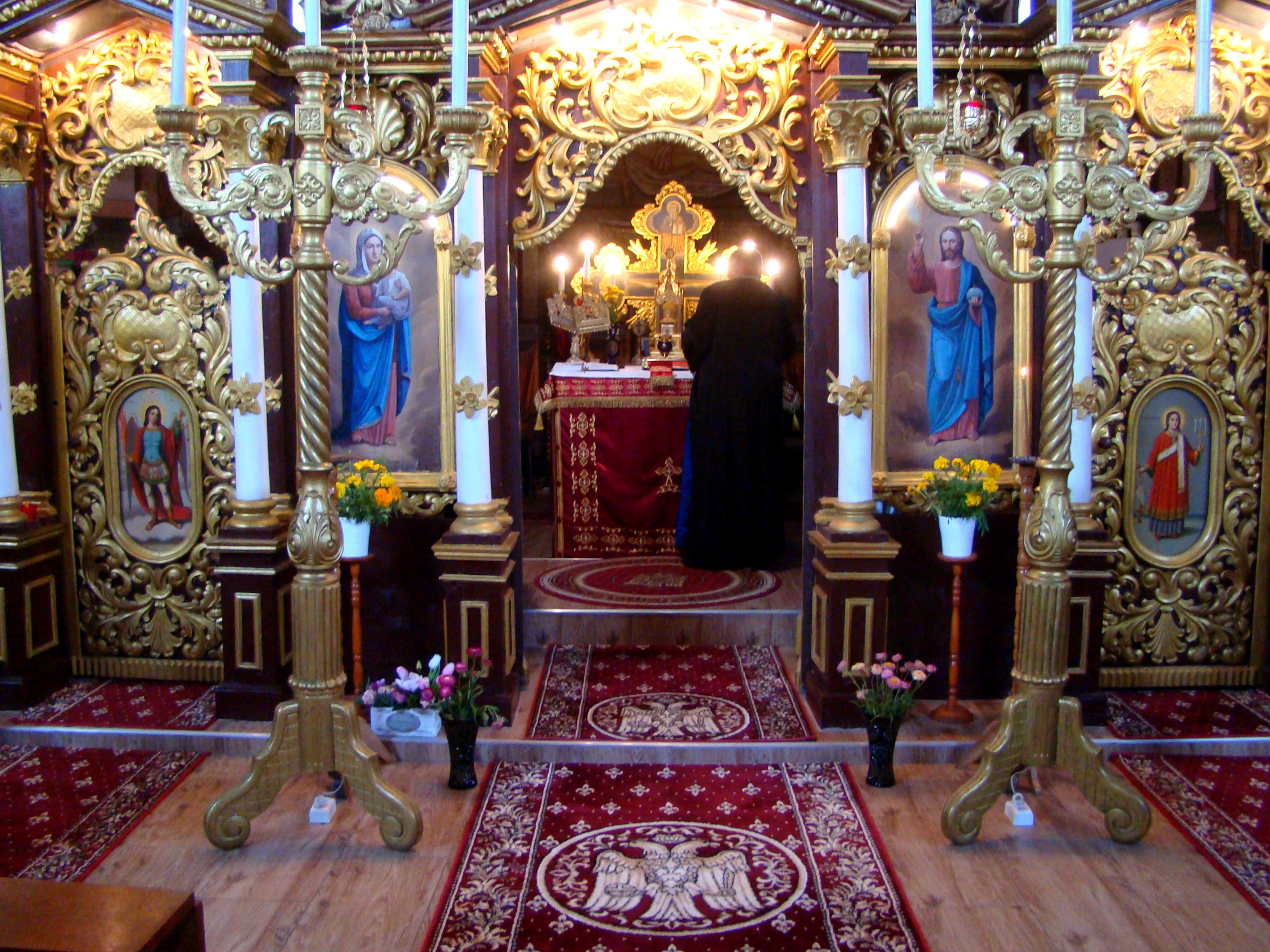
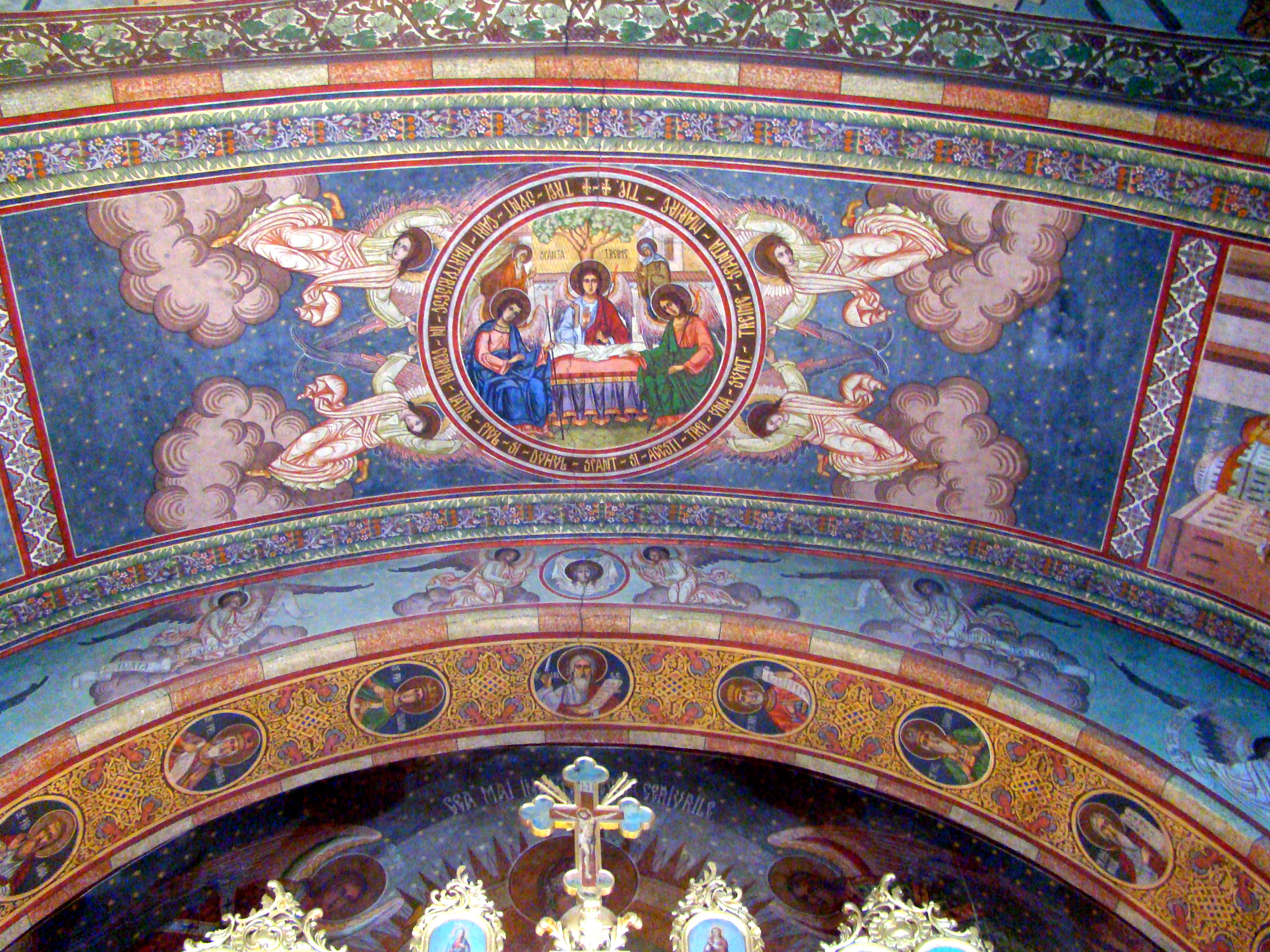
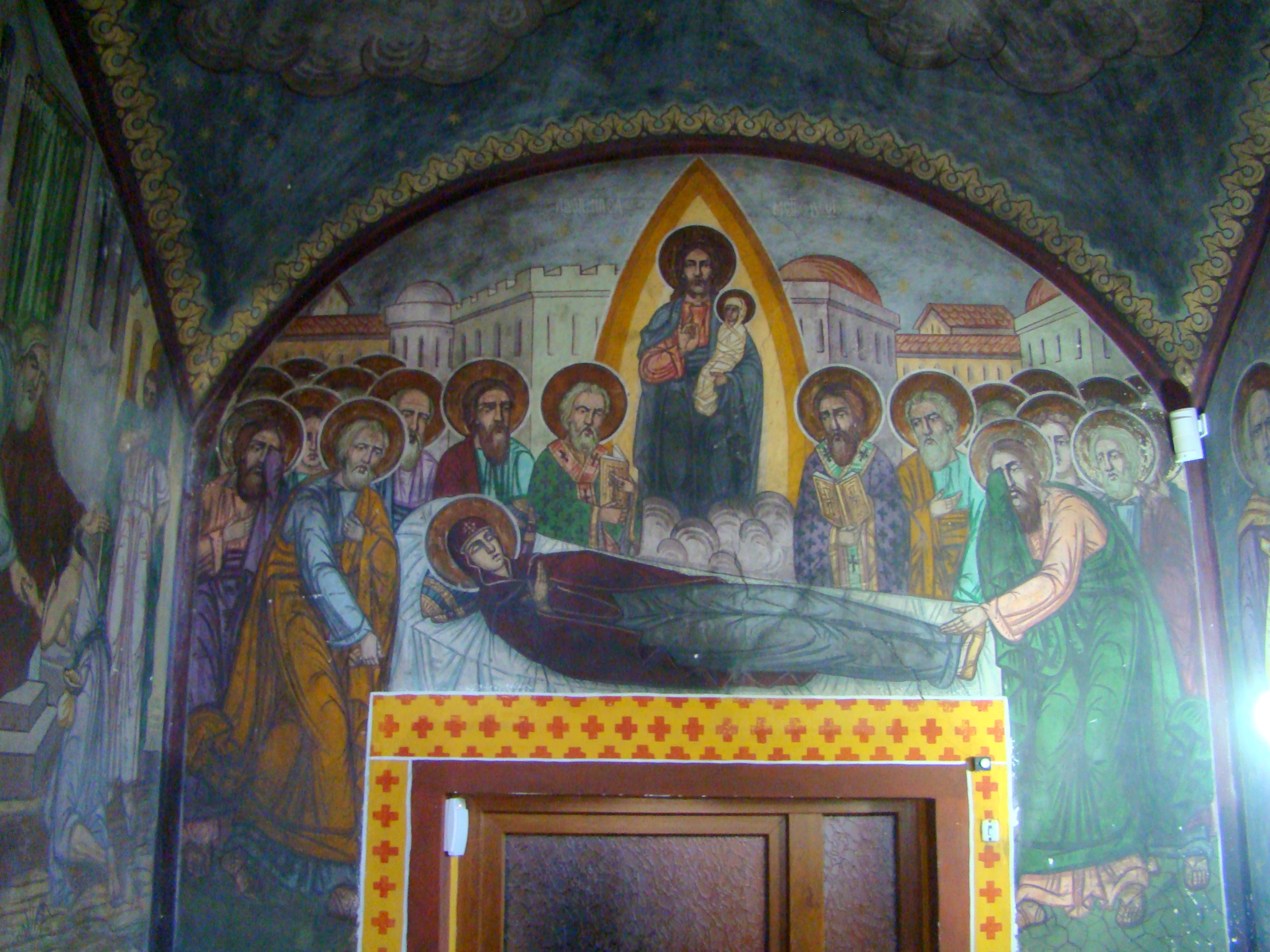
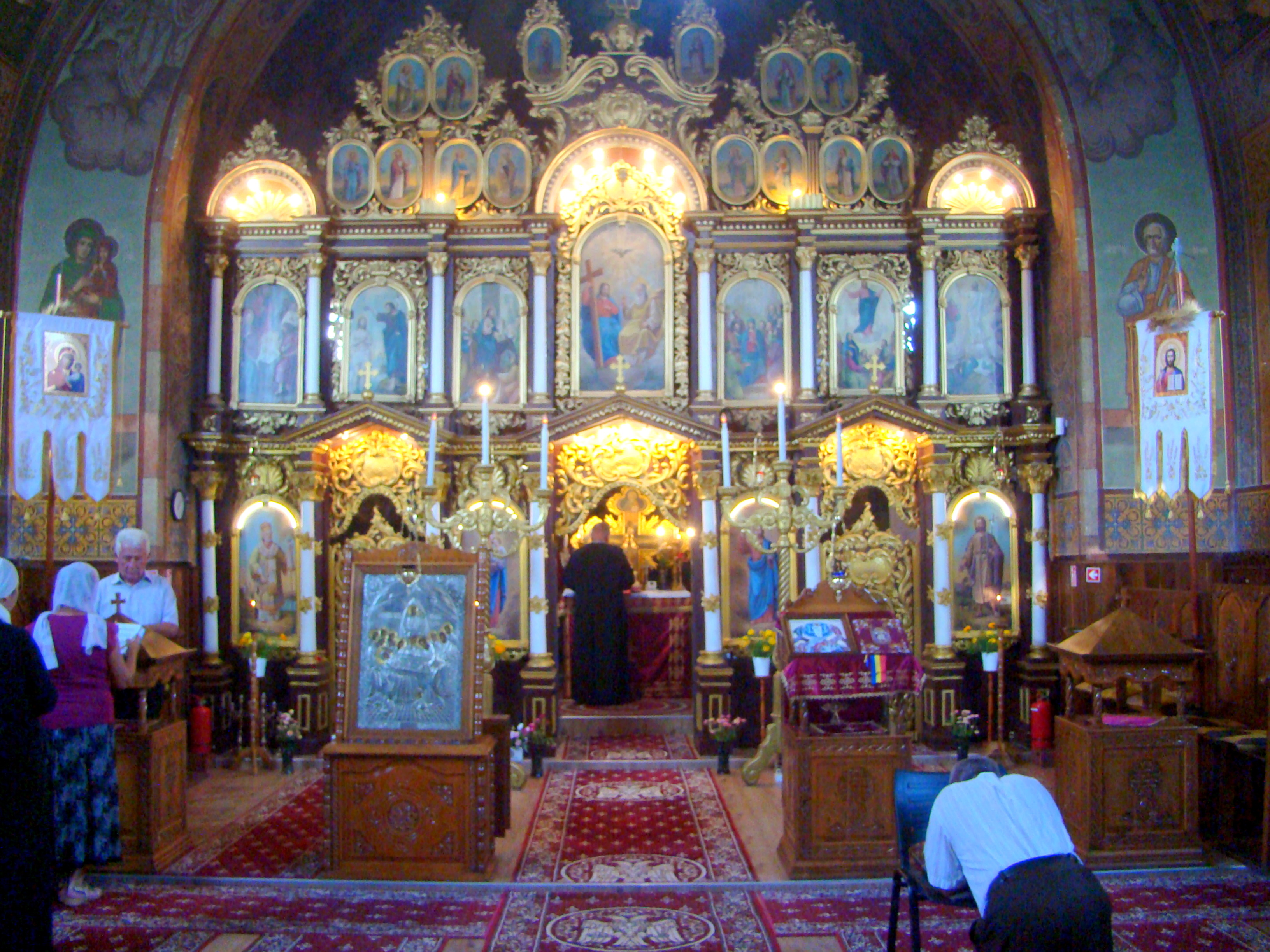
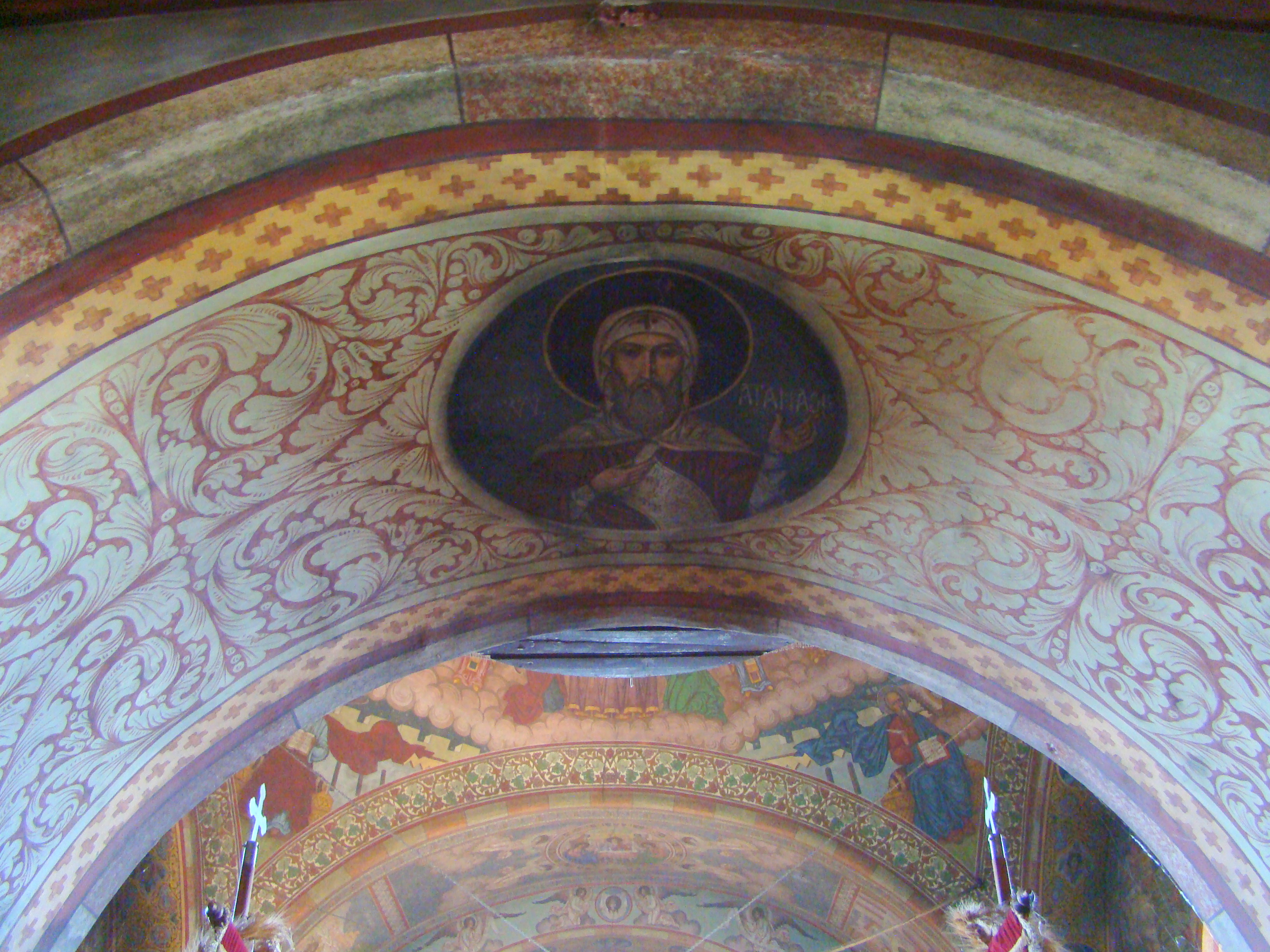
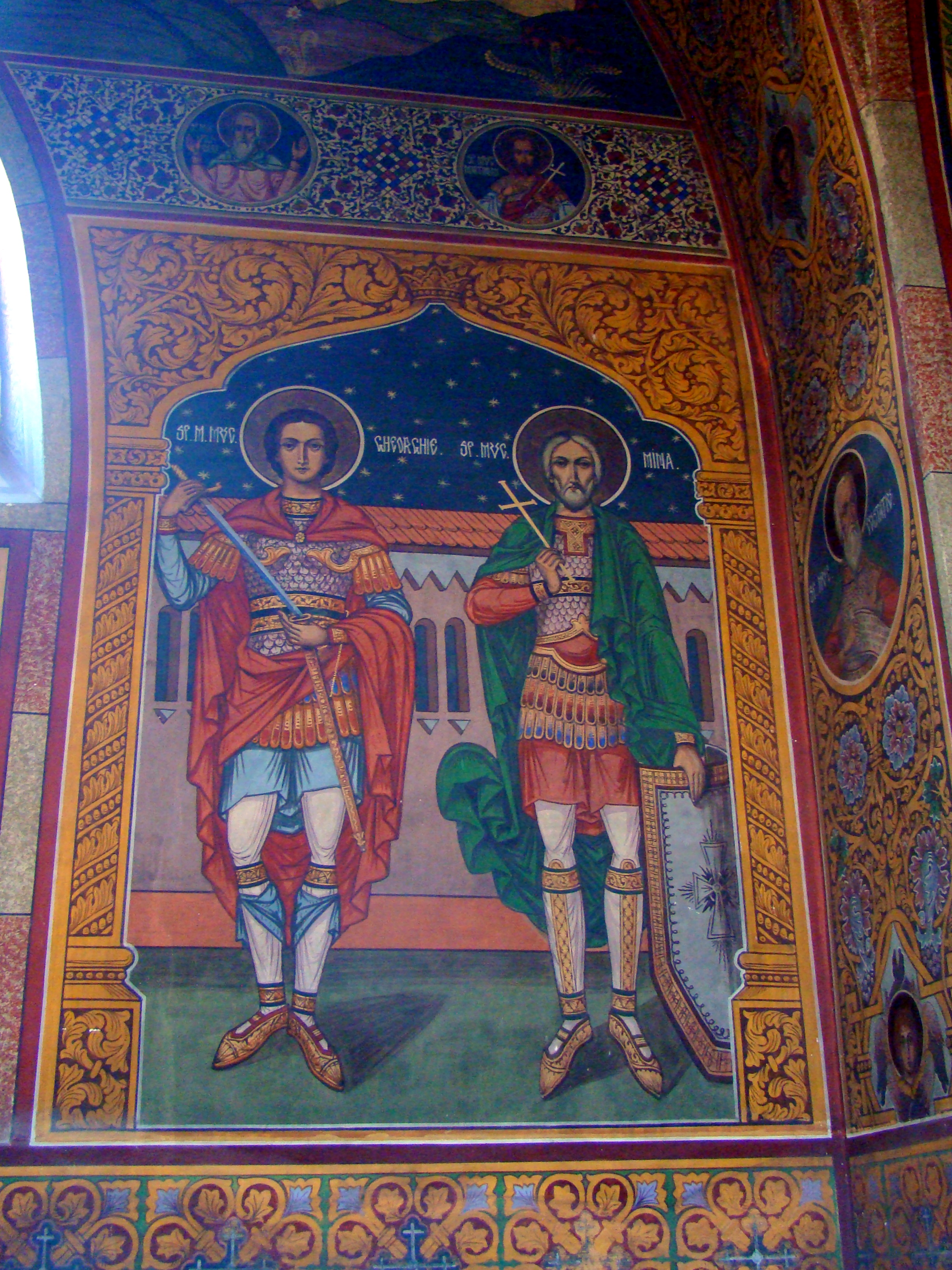
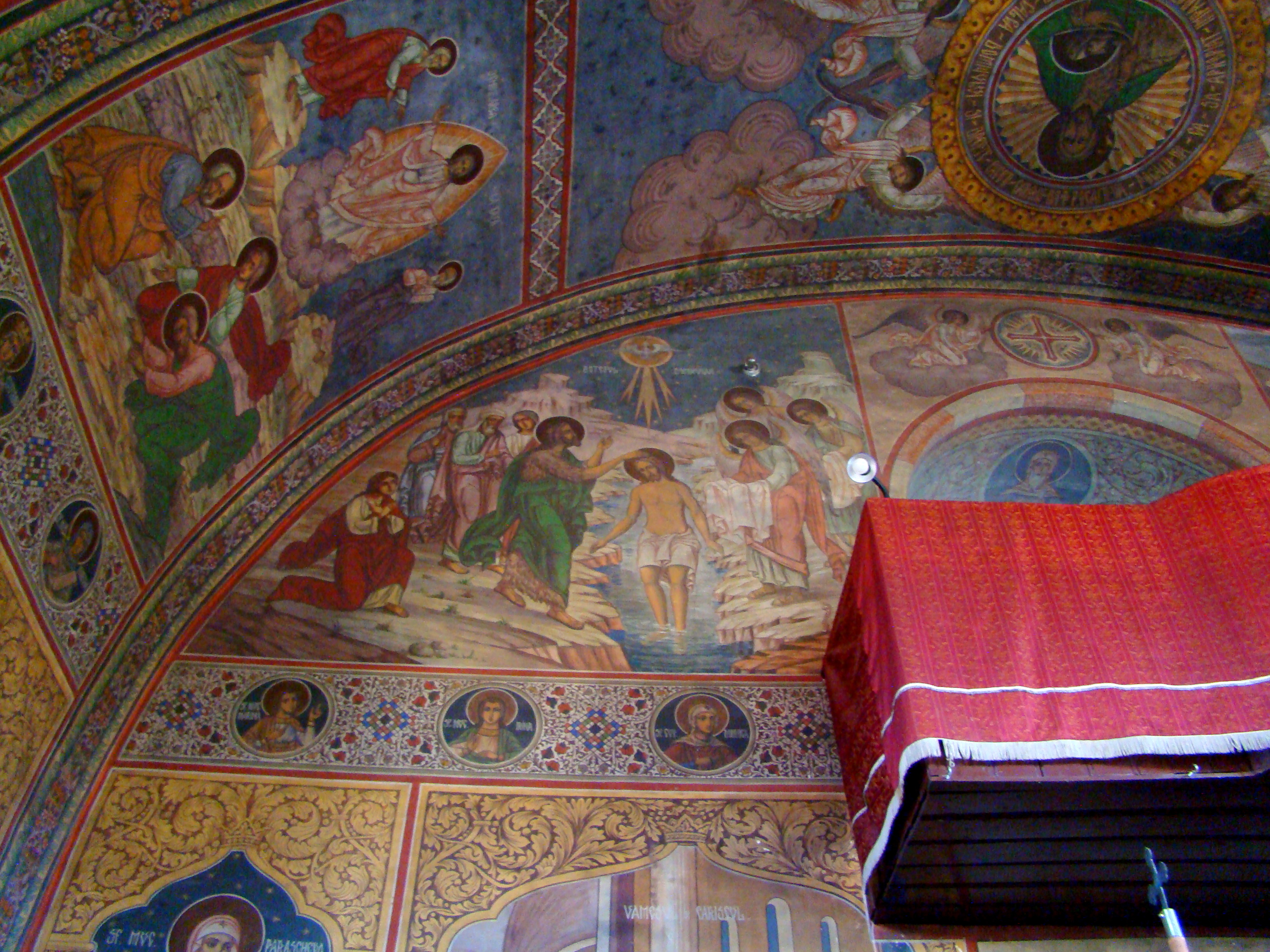
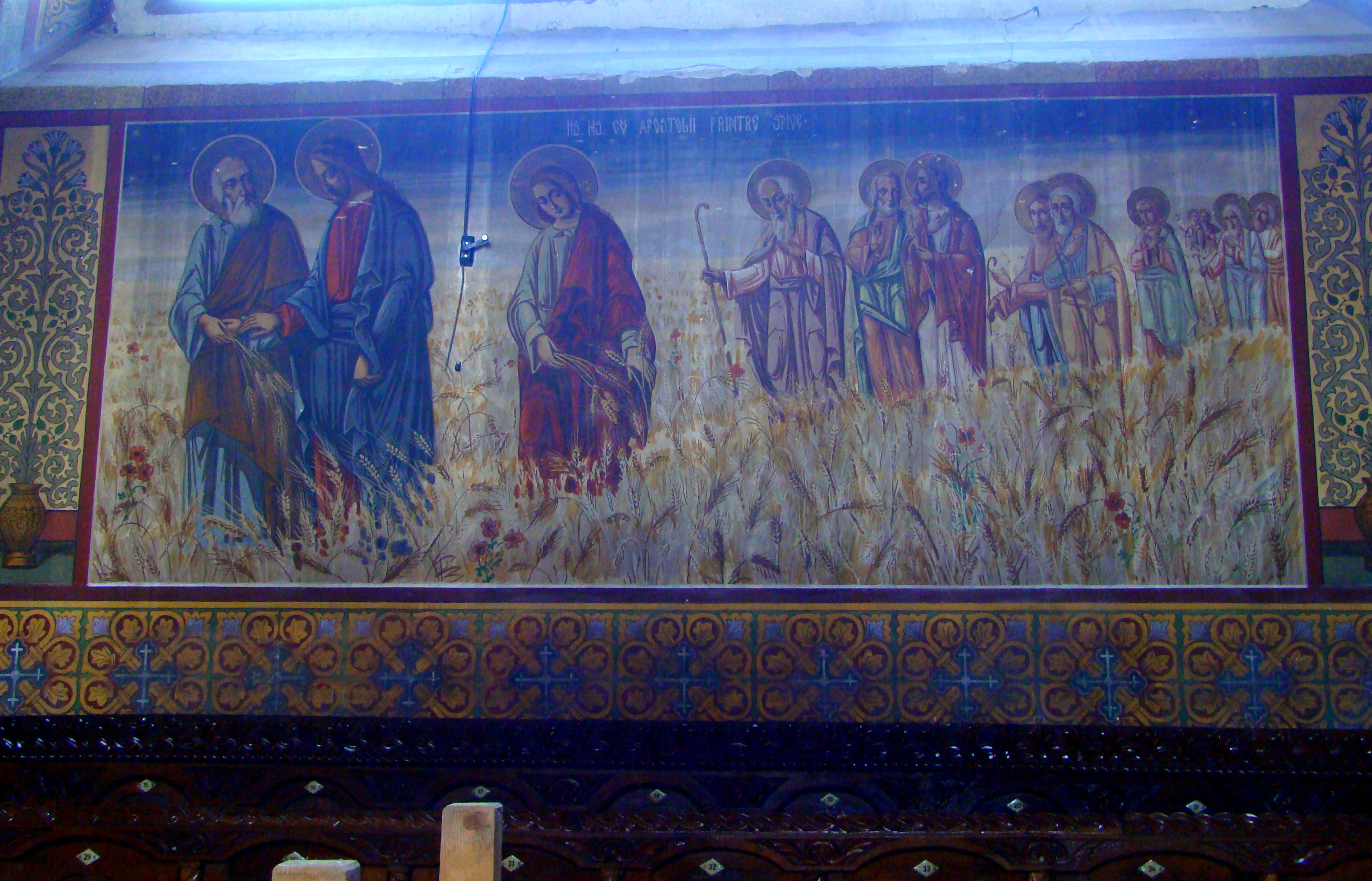
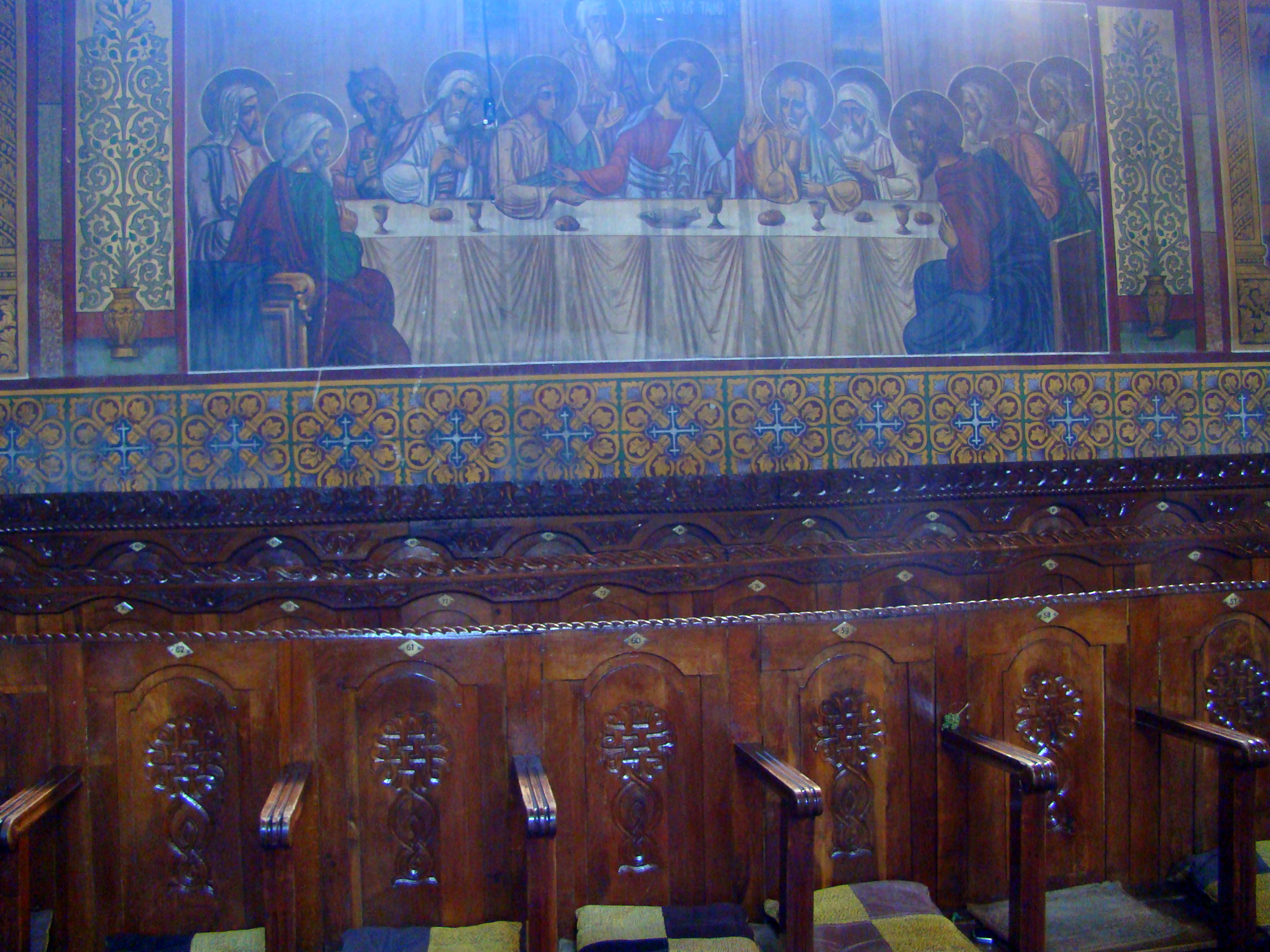
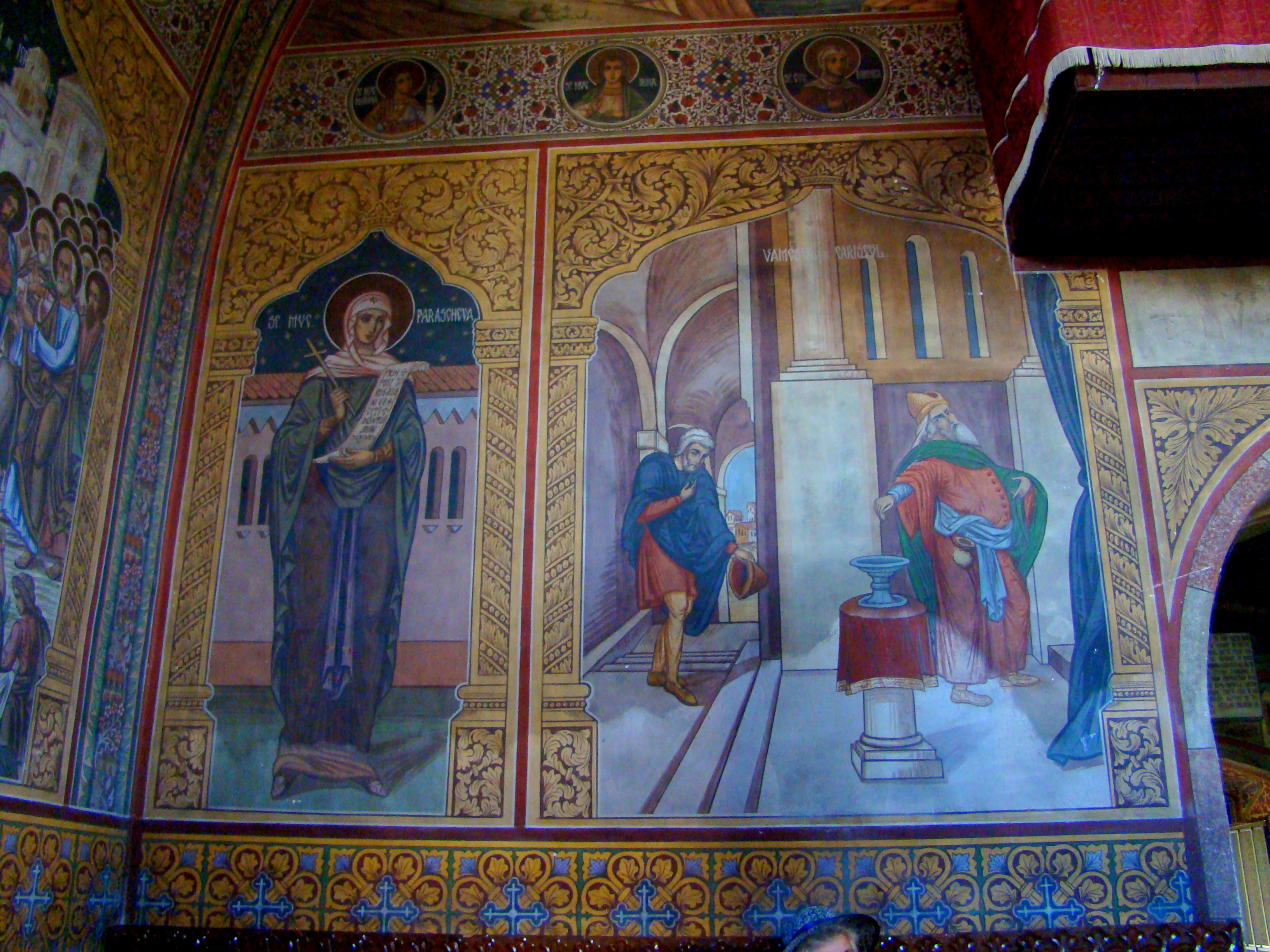
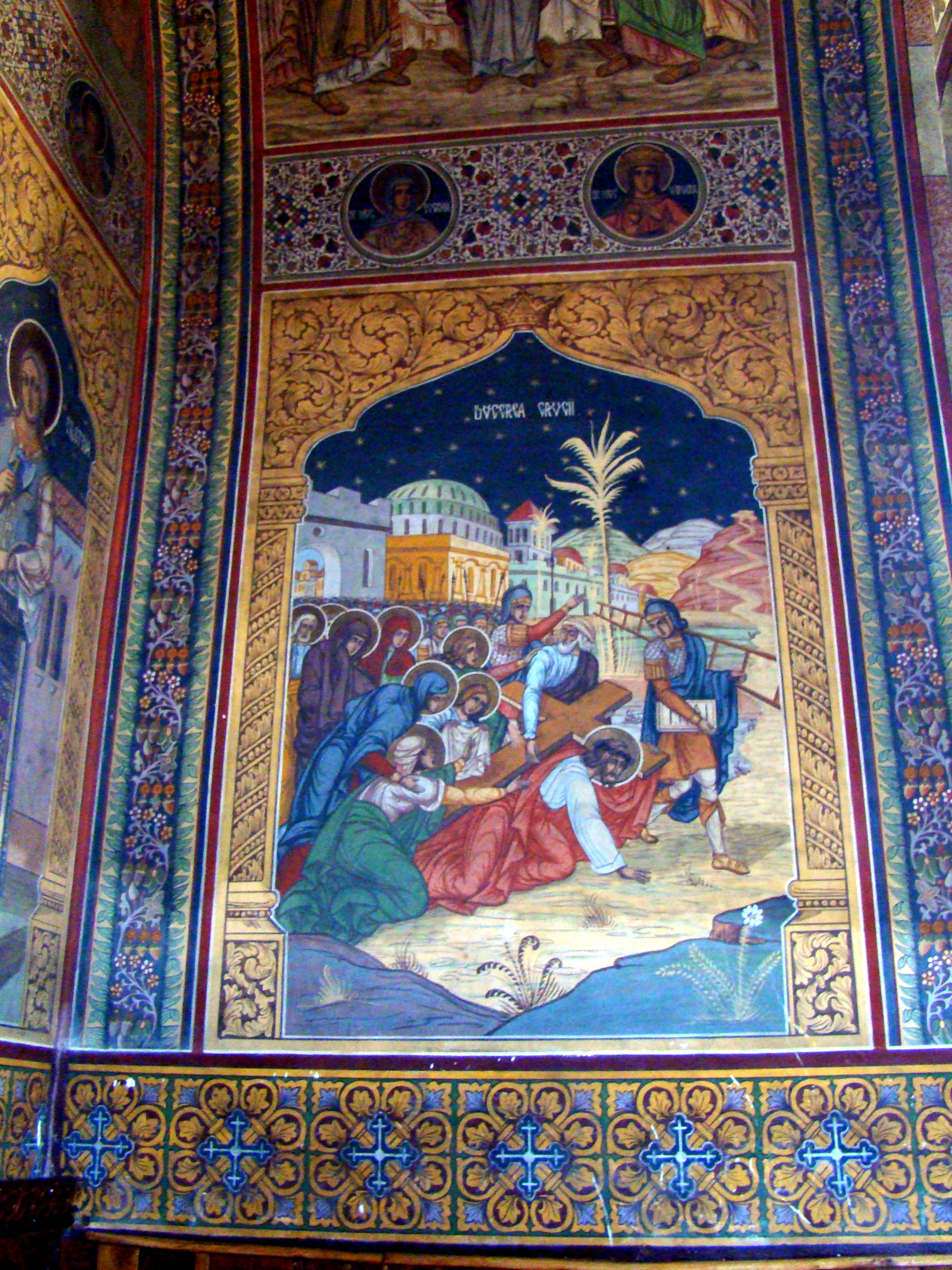